# Ajaccio
Pour le vin, voir Ajaccio (AOC).
Ajaccio (prononcé en français : [aʒaksjo] ; en corse Aiacciu : [aˈjattʃu] ; en italien : [aˈjat.t͡ʃo]) est une commune française, préfecture du département de la Corse-du-Sud et chef-lieu de la Corse. Elle se situe sur la côte ouest de l'île, à 390 km de Marseille.
Ajaccio comptait 75 343 habitants en 2022, ce qui en fait la plus grande ville de Corse. Ses habitants sont appelés Ajacciens. Son unité urbaine rassemblait 87 339 habitants en 2022 et son aire d'attraction, qui s'étend sur 79 communes, comptait 120 652 habitants. Elle est au centre d'une intercommunalité, la communauté d'agglomération du Pays ajaccien, comprenant 10 communes et 92 766 habitants en 2022.
La ville, dont la fondation date d'avant le VIe siècle, connaît un déclin important durant le Moyen Âge notamment durant les premiers siècles de domination génoise. Les Génois refondent la ville en 1492 qui se développe autour de la citadelle. Ville d'importance moyenne par rapport à Bastia ou même Corte jusqu'au début du XIXe siècle, elle connaît un développement important à partir du Premier Empire lorsque Napoléon Ier décide de faire de la ville la préfecture du département unique de la Corse en 1811.
Ajaccio est surnommée la « cité impériale » — auparavant la « cité du corail » — en référence à l'empereur Napoléon Ier, originaire de la ville et né le 15 août 1769 trois mois après la conquête de l'île par l'armée de Louis XV. Elle fut la première ville libérée de France métropolitaine pendant la Seconde Guerre mondiale, le 9 septembre 1943.

## Géographie

### Localisation
La ville se situe dans la partie Sud de la Corse, bordée par la mer Méditerranée. Elle possède une position avantageuse par rapport au reste de l'île. Elle est implantée en position d'abri sur la côte occidentale de l'île. La commune en elle-même s'étend sur la rive Nord du golfe d'Ajaccio, entre la Gravona et la pointe de la Parata, incluant les îles Sanguinaires. De nombreuses plages et criques bordent son territoire dont la partie Ouest est particulièrement accidentée (point culminant : 790 mètres). Il existe quelques rares plaines, comme aux Cannes et aux Salines.

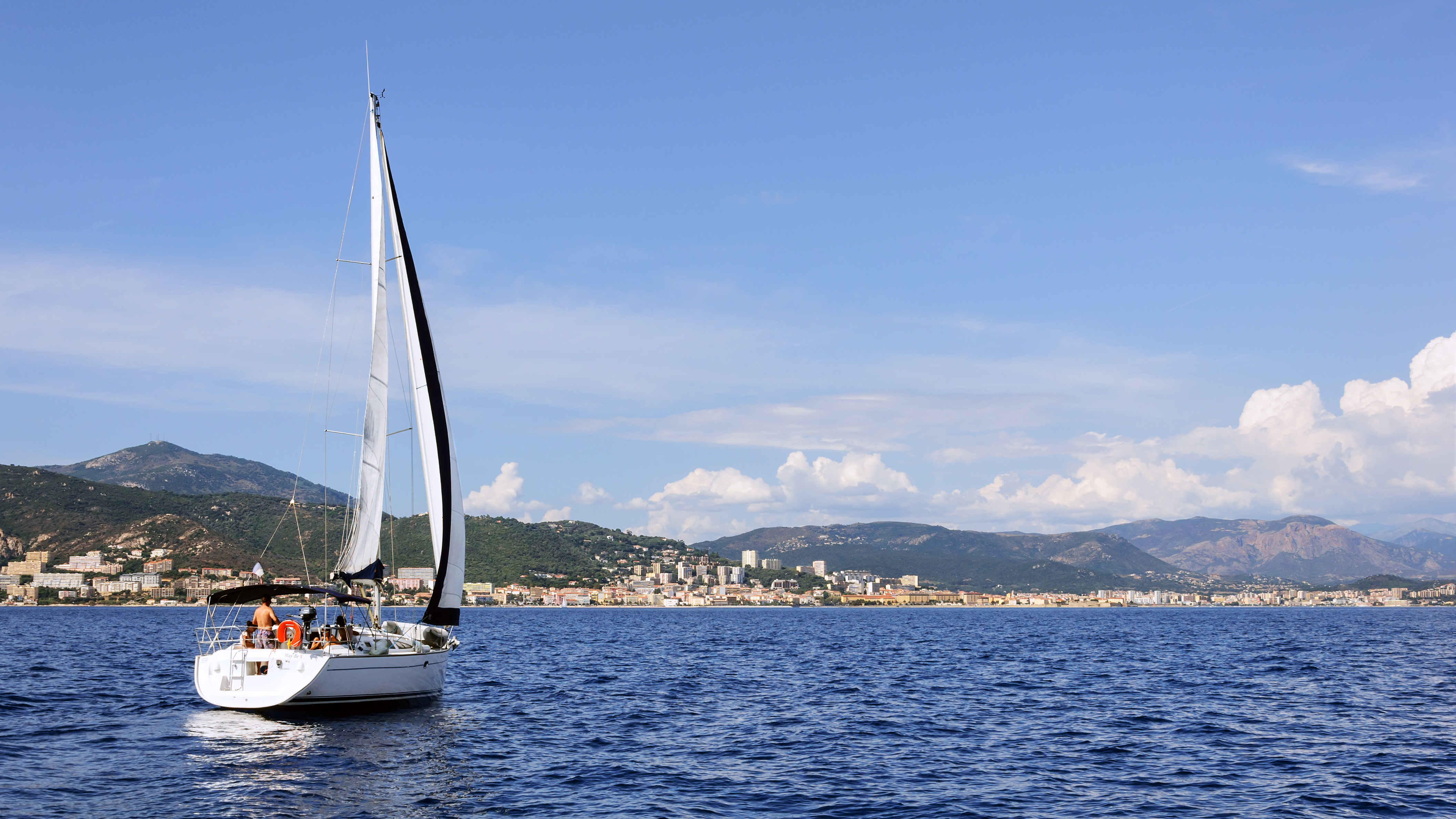
La baie d'Ajaccio.
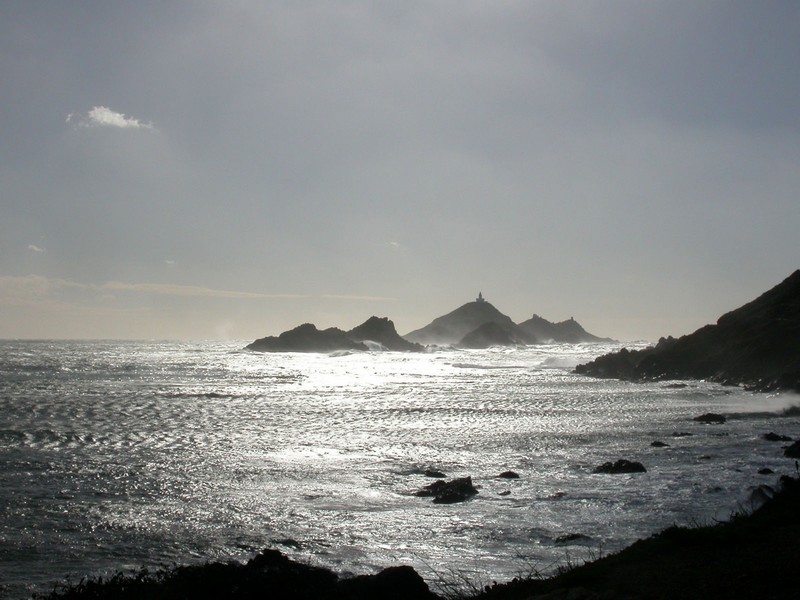
Les Îles Sanguinaires.
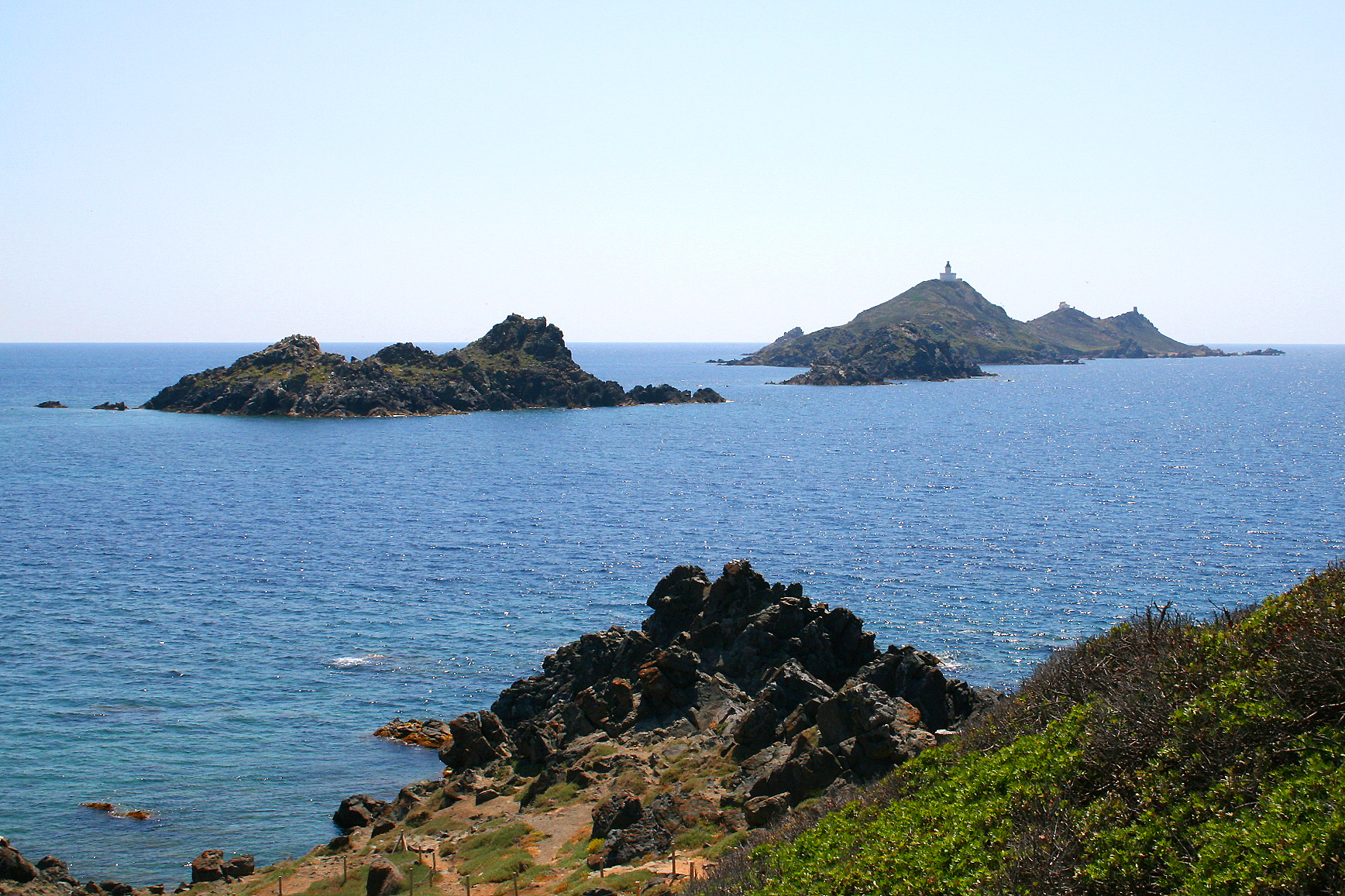
Les Îles Sanguinaires.
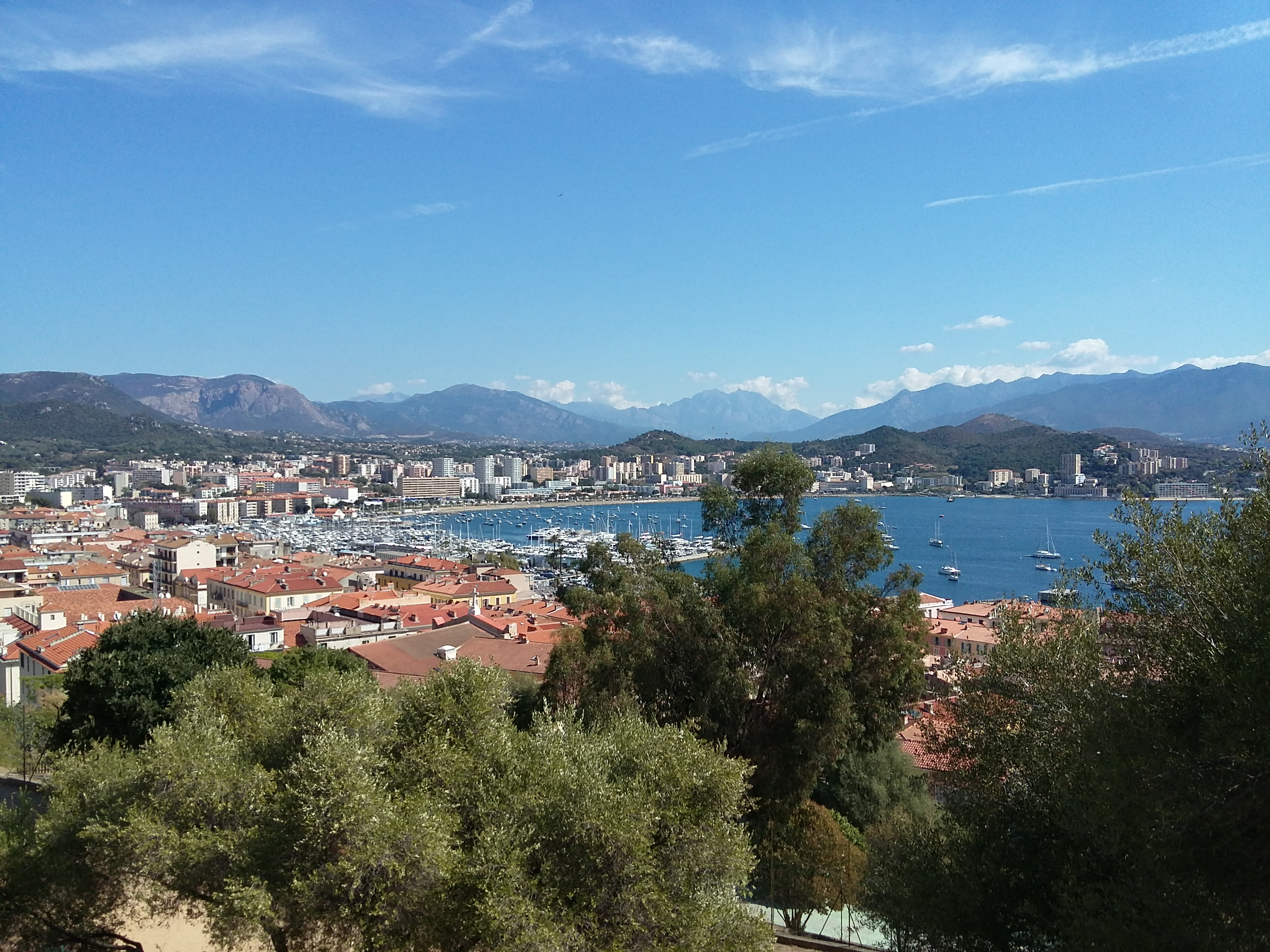
Vue des hauteurs d'Ajaccio

### Communes limitrophes
| Villanova       | Alata           | Afa, Sarrola-Carcopino |
| Golfe d'Ajaccio | Ajaccio         | Bastelicaccia          |
| Golfe d'Ajaccio | Golfe d'Ajaccio | Grosseto-Prugna        |

### Géologie et relief
La commune se situe sur le littoral dans le Sud-Ouest de l'île. Sur le plan géologique, la région d'Ajaccio est constituée d'un ensemble de hauts reliefs avec des roches granitiques et granulitiques, notamment du gravier et des galets. Le sable est constitué essentiellement de quartz. Il y a également une petite partie du sous-sol qui est constituée d'argile. Les courants marins ont contribué par dépôt de tempête à transporter les galets. L'altitude de certains dépôts marins du quaternaire peut atteindre jusqu'à 160 m dans la moyenne vallée de la Gravona.
Les cours de l'eau et les variations du climat méditerranéen ont découpé le pays en petites chaînes de montagne ou en massifs isolés. Le point culminant de la partie Nord du golfe d'Ajaccio est à 529 mètres (mont Salario) tandis que le point culminant de la ville est à 790 mètres.

### Paysages
Le golfe d'Ajaccio s'étend sur 17 kilomètres, des îles Sanguinaires au Nord au Capo di Moru au Sud, en direction du Sud-Ouest.

### Hydrographie et les eaux souterraines
- Le Prunelli, petit fleuve côtier.
- La Gravona, marque la limite orientale de la commune.
- La rivière de Ponte Bonellu, affluent de La Gravona.
- 17 ruisseaux, sur l'aire de la commune.

### Climat
Une station météo existe depuis le 1er mars 1944 à l'aéroport à 41,91806, 8,79278, à 5 m d'altitude.
La ville jouit d'un climat méditerranéen, classé Csa dans la classification de Köppen et Geiger. L'ensoleillement moyen annuel est de 2 726 heures.
On note d'importantes variations climatiques locales, en particulier concernant l'exposition aux vents et les précipitations totales, selon que l'on se situe dans le centre urbain, près de l'aéroport ou des îles Sanguinaires. Les précipitations moyennes annuelles sont de 645,6 mm à la station de Campo dell'Oro et de 523,9 mm à celle de la Parata, la troisième plus sèche de France métropolitaine. La chaleur et la sécheresse de l'été sont quelque peu tempérées par la proximité de la mer Méditerranée, sauf lorsque souffle le sirocco. En automne et au printemps, de violents épisodes pluvio-orageux peuvent se produire. Les hivers sont doux et la neige assez rare. Ajaccio est la ville de France qui détient, sur la période de référence 1971-2000, le record du nombre d'orages, avec une moyenne de 39 jours d'orage par an.
Le 14 septembre 2009, la ville fut frappée par une tornade d'intensité F1 sur l'échelle de Fujita. Il n'y eut que peu de dégâts (notamment des panneaux publicitaires arrachés, des tuiles envolées, des voitures retournées et des vitres cassées) mais aucune victime.
La station météorologique de Météo-France installée sur la commune et mise en service en 1944 permet de connaître en continu l'évolution des indicateurs météorologiques. Le tableau détaillé pour la période 1981-2010 est présenté ci-après.
| Mois                                  | jan.            | fév.            | mars            | avril           | mai           | juin           | jui.            | août            | sep.           | oct.           | nov.            | déc.            | année     |
| ------------------------------------- | --------------- | --------------- | --------------- | --------------- | ------------- | -------------- | --------------- | --------------- | -------------- | -------------- | --------------- | --------------- | --------- |
| Température minimale moyenne (°C)     | 4,2             | 4,1             | 5,6             | 7,9             | 11,6          | 14,8           | 17,3            | 17,6            | 15,1           | 12,3           | 8,4             | 5,5             | 10,4      |
| Température moyenne (°C)              | 8,9             | 9               | 10,6            | 12,9            | 16,7          | 20,1           | 22,8            | 23,1            | 20,5           | 17,4           | 13,2            | 10,1            | 15,5      |
| Température maximale moyenne (°C)     | 13,7            | 13,9            | 15,5            | 17,9            | 21,7          | 25,3           | 28,4            | 28,7            | 25,9           | 22,5           | 17,9            | 14,7            | 20,5      |
| Record de froid (°C) date du record   | −7 09.01.1981   | −8,1 11.02.1986 | −5,6 06.03.1971 | −1,7 08.04.1956 | 3 02.05.1960  | 6,8 02.06.1980 | 9,2 06.07.1954  | 9,1 31.08.1956  | 7,6 24.09.1977 | 1,6 31.10.1974 | −3,2 22.11.1998 | −4,9 09.12.1980 | −8,1 1986 |
| Record de chaleur (°C) date du record | 22,4 23.01.1997 | 25,3 11.02.1979 | 29,6 24.03.01   | 32,2 28.04.12   | 36,2 27.05.22 | 40,1 14.06.19  | 40,3 26.07.1983 | 39,5 03.08.1988 | 40 17.09.1975  | 35 15.10.1988  | 29,4 16.11.1967 | 22,8 01.12.2023 | 40,3 1983 |
| Ensoleillement (h)                    | 137,2           | 154,9           | 211,7           | 224,9           | 286,8         | 324,7          | 369,8           | 335,1           | 257,6          | 200,6          | 136,5           | 116,2           | 2 755,8   |
| Précipitations (mm)                   | 56,7            | 45,1            | 49,1            | 54,8            | 44            | 22,1           | 6,7             | 19,7            | 51,5           | 85,6           | 103,9           | 76,4            | 615,6     |

### Voies de communication et transports

#### Voies routières

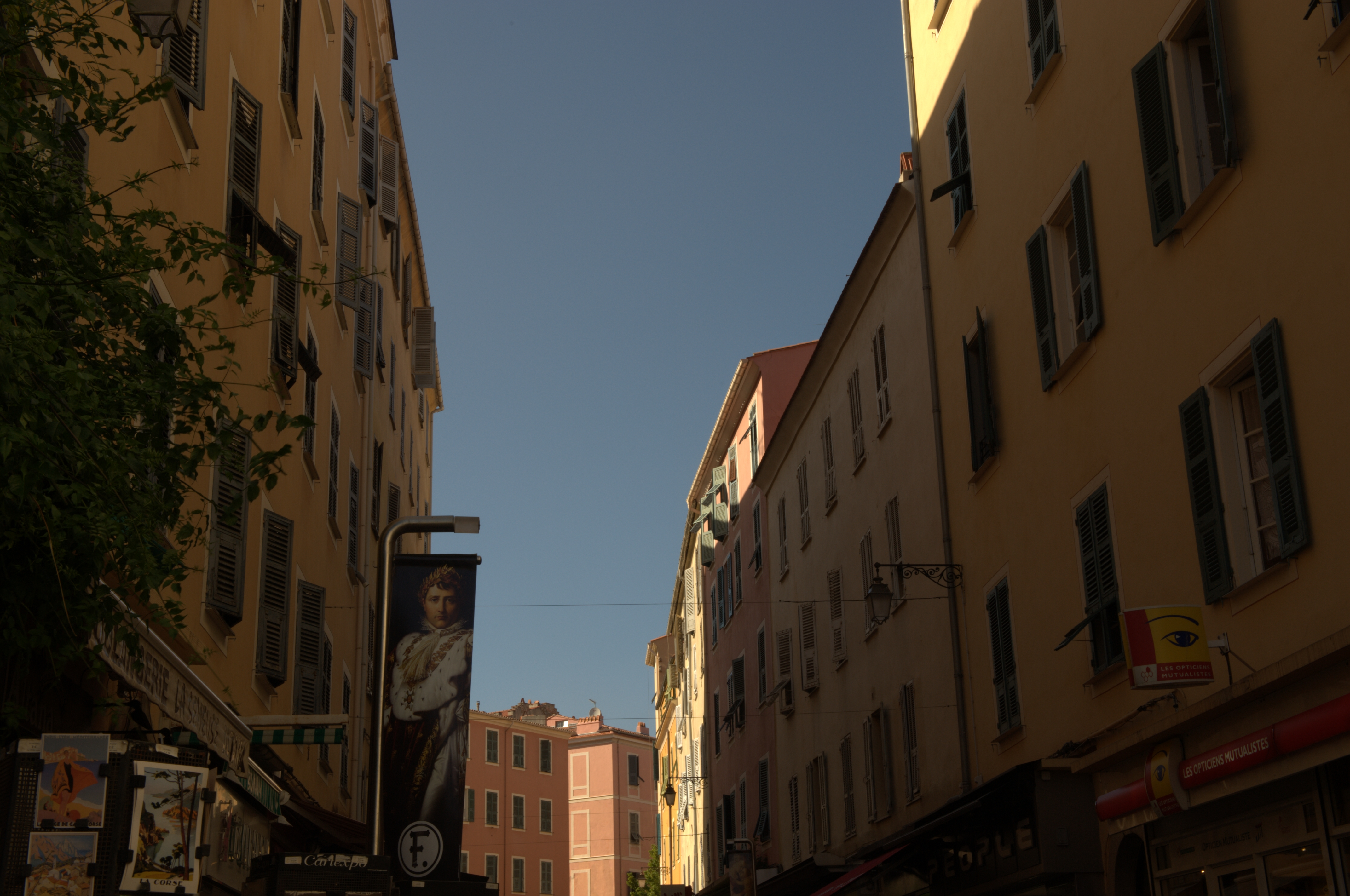
Rue du Cardinal-Fesch.

La ville est accessible par la RT 21 (ex-RN 193) depuis Bastia et Corte, par la RT 40 (ex-RN 196) depuis Porto-Vecchio, Bonifacio et Sartène et par la RD 81 depuis Calvi et Vico. Néanmoins, 62 % des communes de l'île se situent à plus d'une heure de transport d'Ajaccio.
Ces principaux axes, ainsi que les routes secondaires menant aux villages périurbains, relient Ajaccio par le Nord, le site de la cité impériale formant un cul-de-sac obstrué par la mer au Sud. Seuls le cours Napoléon et le boulevard du Roi-Jérôme permettent de traverser la ville.
Cela explique avec la forte densité urbaine, les problèmes importants de circulation et de stationnement rencontrés, notamment aux heures de pointe et durant la saison touristique estivale. Une rocade de contournement traversant plusieurs quartiers est en voie d'achèvement.
La ville est distante, par route, de :
- 21 km de Sarrola-Carcopino ;
- 31 km de Sari-d'Orcino ;
- 33 km de Santa-Maria-Siché ;
- 38 km de Bastelica ;
- 39 km de Coti-Chiavari ;
- 41 km de Bocognano ;
- 51 km de Vico ;
- 59 km de Zicavo ;
- 68 km de Propriano ;
- 80 km de Corte ;
- 80 km de Sartène ;
- 108 km d'Aléria ;
- 125 km de Porto-Vecchio ;
- 130 km de Bonifacio ;
- 137 km de Cervione ;
- 141 km de L'Île-Rousse ;
- 149 km de Bastia ;
- 154 km de Saint-Florent ;
- 154 km de Calvi ;
- 189 km de Rogliano.

#### Transports en commun
Le réseau Muvistrada offre un service d'une quinzaine de lignes urbaines et 8 lignes périurbaines, dont la fréquence varie selon la fréquentation des lignes (intervalle de 30 minutes pour les plus importantes). En outre, deux navettes Aiaccina desservent le centre-ville et la navette maritime Muvimare relie la ville à Porticcio depuis 2015.
Un parc relais de 300 places a été construit à Mezzana sur la commune voisine de Sarrola-Carcopino dans le but de promouvoir l'intermodalité entre les voitures et les transports en commun. Il a été inauguré le 12 juillet 2010.
Par ailleurs, la municipalité a évoqué l'introduction d'un tramway ou d'un tram-train entre la gare de Mezzana en zone périurbaine et la gare d'Ajaccio située dans le centre, près du port de commerce. Toutefois aucun projet concret n’a été lancé en ce sens.

#### Aéroport
La ville est desservie par l'aéroport d'Ajaccio-Napoléon-Bonaparte, aéroport international et siège d'Air Corsica, compagnie aérienne corse. Il relie Ajaccio à des villes de France continentale (notamment Paris, Marseille, Nice, Lyon, Bordeaux, Lille, Toulouse, Clermont-Ferrand, Brive, Brest, Rennes, Caen) et d'Europe (Londres, Genève, Amsterdam, Bruxelles, Rome, Barcelone, etc.). C'est le premier aéroport de Corse en matière de trafic. Il peut accueillir un peu plus de  1 000 000 passagers par an,.

#### Port

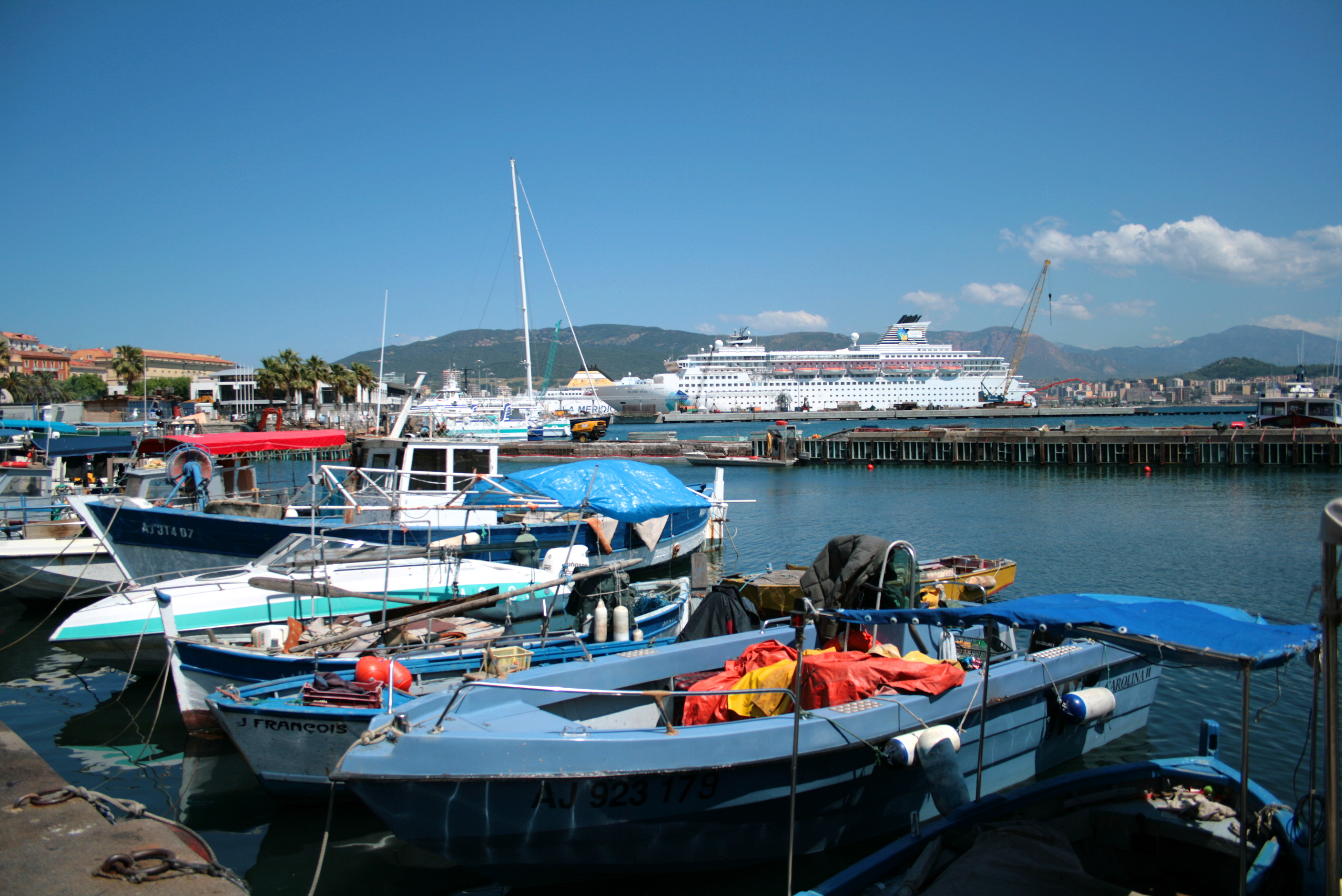
Vue sur le petit port de plaisance

Le port d'Ajaccio est relié au continent français de manière quotidienne (Marseille, Toulon et Nice). Des liaisons saisonnières existent vers la Sardaigne (Porto Torres) de même qu'un service saisonnier dessert Calvi et Propriano. Les trois compagnies de navigation assurant ces liaisons sont Corsica Ferries, Corsica Linea et La Méridionale.

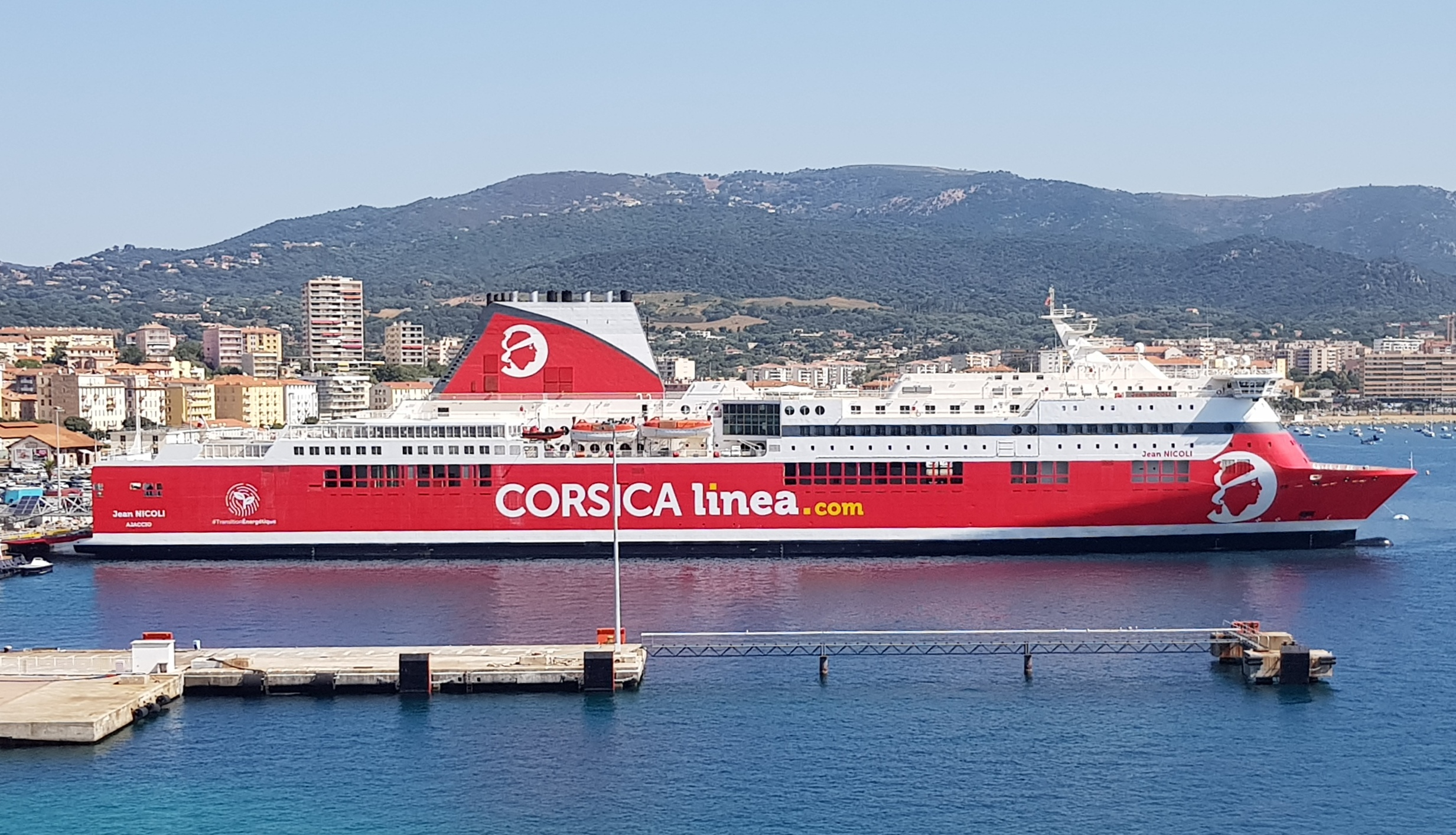
Navire mixte Jean Nicoli de la compagnie Corsica Linea assurant les liaisons avec Marseille.

Ajaccio est devenu également une escale de croisière notable (avec 909 752 passagers en 2011), de loin la première de Corse et la deuxième de France (derrière Marseille, mais devant Nice/Villefranche-sur-Mer et Cannes). L'objectif est à terme qu'Ajaccio devienne le premier port français pour les croisières mais également que la ville devienne une tête de pont pour les départs.

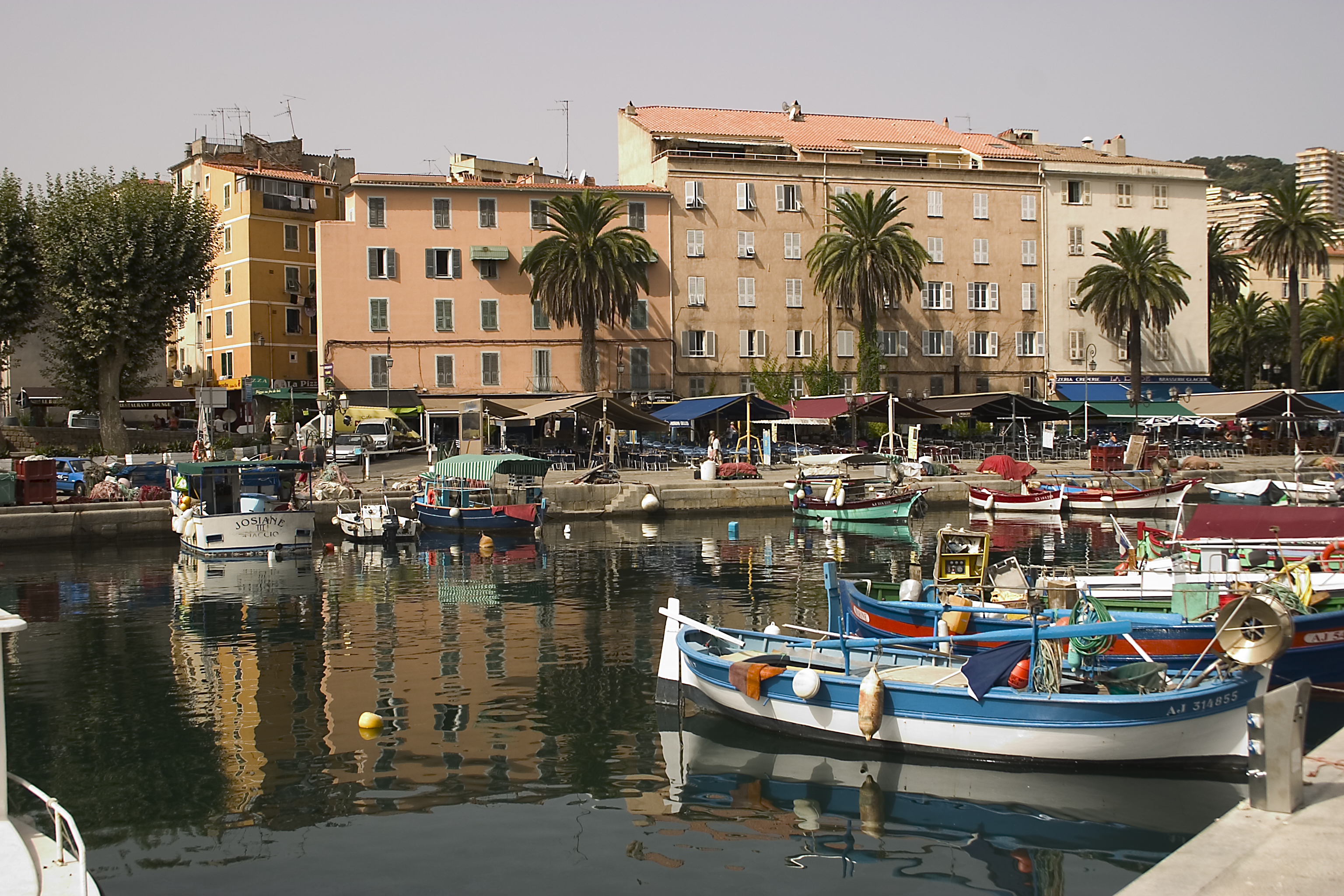
Le petit port de pêche

La fonction portuaire de la ville est aussi constituée par le commerce, la plaisance et la pêche artisanale (3 ports). Autrefois, le port d'Ajaccio était chaque jour le lieu de départ de dizaines de corailleurs pour de longs mois à la recherche de leur marchandise près des côtes d'Afrique du Nord.

#### Voies ferroviaires
La gare d'Ajaccio, appartenant aux Chemins de fer de Corse, se situe près du port, square Pierre-Griffi et permet de relier en train Corte, Bastia (durée : 3 h 25 min) et Calvi (par correspondance).
Trois autres arrêts sont situés sur le territoire de la commune :
- l'arrêt des Salines, au nord de la ville, dans le quartier du même nom ;
- l'arrêt du Ricanto, halte au niveau de la plage du Ricanto ;
- l'arrêt Cavone, à proximité de l'aéroport.

## Urbanisme

### Typologie
Au 1er janvier 2024, Ajaccio est catégorisée centre urbain intermédiaire, selon la nouvelle grille communale de densité à sept niveaux définie par l'Insee en 2022.
Elle appartient à l'unité urbaine d'Ajaccio, une agglomération intra-départementale regroupant cinq  communes, dont elle est ville-centre,,. Par ailleurs la commune fait partie de l'aire d'attraction d'Ajaccio, dont elle est la commune-centre,. Cette aire, qui regroupe 79 communes, est catégorisée dans les aires de 50 000 à moins de 200 000 habitants,.
La commune, bordée par la mer Méditerranée, est également une commune littorale au sens de la loi du 3 janvier 1986, dite loi littoral. Des dispositions spécifiques d’urbanisme s’y appliquent dès lors afin de préserver les espaces naturels, les sites, les paysages et l’équilibre écologique du littoral, comme le principe d'inconstructibilité, en dehors des espaces urbanisés, sur la bande littorale des 100 mètres, ou plus si le plan local d’urbanisme le prévoit.

### Occupation des sols
L'occupation des sols de la commune, telle qu'elle ressort de la base de données européenne d’occupation biophysique des sols Corine Land Cover (CLC), est marquée par la présence de forêts et milieux semi-naturels (59,7 % en 2018), néanmoins en diminution par rapport à 1990 (62,3 %). La répartition détaillée en 2018 est la suivante : 
milieux à végétation arbustive et/ou herbacée (47,1 %), zones agricoles hétérogènes (13,6 %), zones urbanisées (13,4 %), forêts (7,6 %), zones industrielles ou commerciales et réseaux de communication (7,3 %), espaces ouverts, sans ou avec peu de végétation (5 %), prairies (3 %), cultures permanentes (1,6 %), espaces verts artificialisés, non agricoles (1,1 %), eaux maritimes (0,2 %), zones humides intérieures (0,1 %). L'évolution de l’occupation des sols de la commune et de ses infrastructures peut être observée sur les différentes représentations cartographiques du territoire : la carte de Cassini (XVIIIe siècle), la carte d'état-major (1820-1866) et les cartes ou photos aériennes de l'IGN pour la période actuelle (1950 à aujourd'hui).

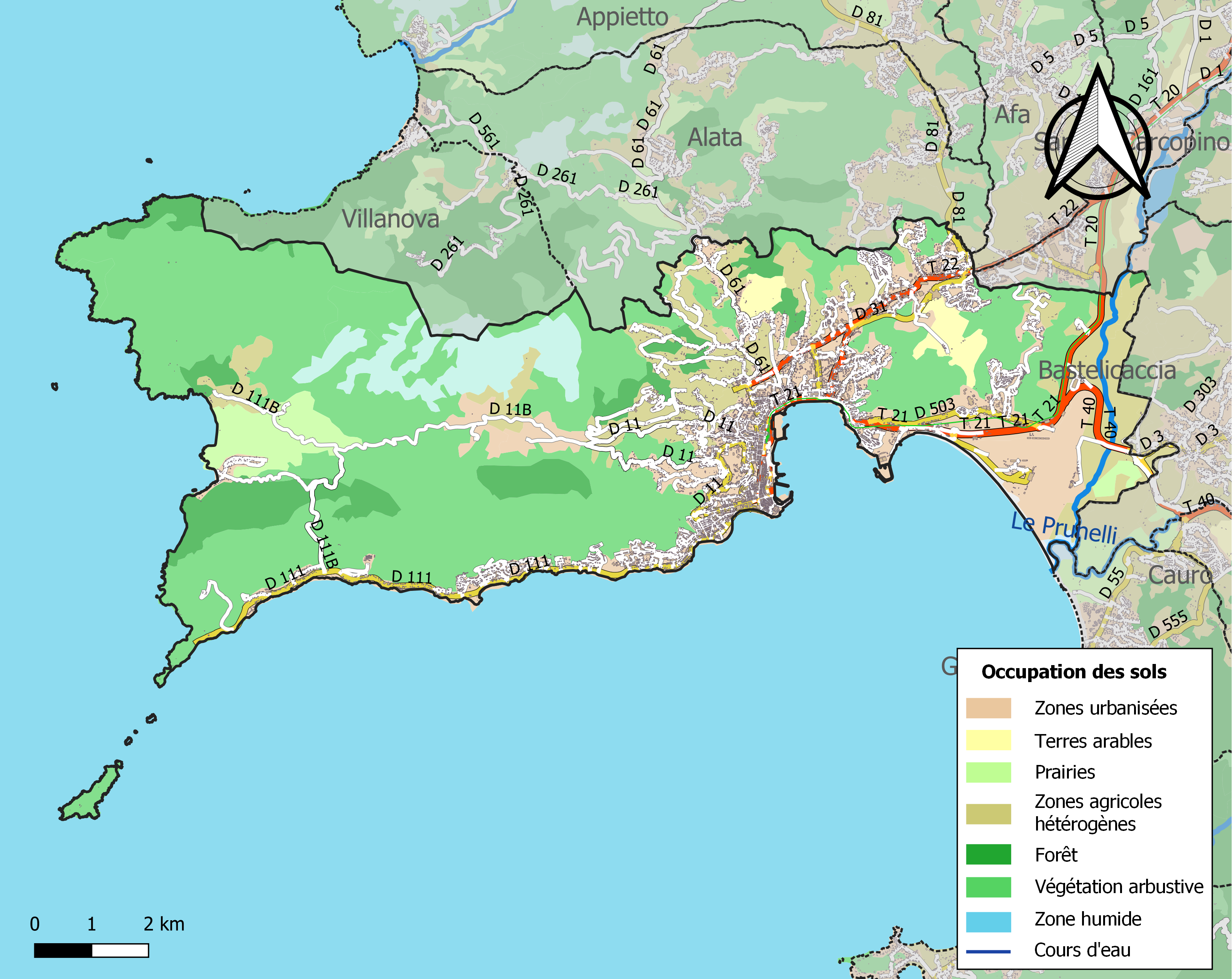
Carte des infrastructures et de l'occupation des sols de la commune en 2018 (CLC).

### Planification
Ajaccio dispose d'un plan local d'urbanisme.
Une charte d'écoquartier du Finosello a par ailleurs été signée et la procédure de mise en œuvre d'une aire de mise en valeur de l'architecture et du patrimoine a été engagée.

### Morphologie urbaine
Si la commune d'Ajaccio a une vaste superficie (82,03 km2), seule une partie est urbanisée. De ce fait, l'unité urbaine d'Ajaccio se situe dans l'est de la commune, sur une bande littorale formant un arc de cercle très densément peuplé. Le reste du territoire communal est naturel, avec un habitat peu important et assez diffus. La périurbanisation se développe au nord et à l'est de l'agglomération.

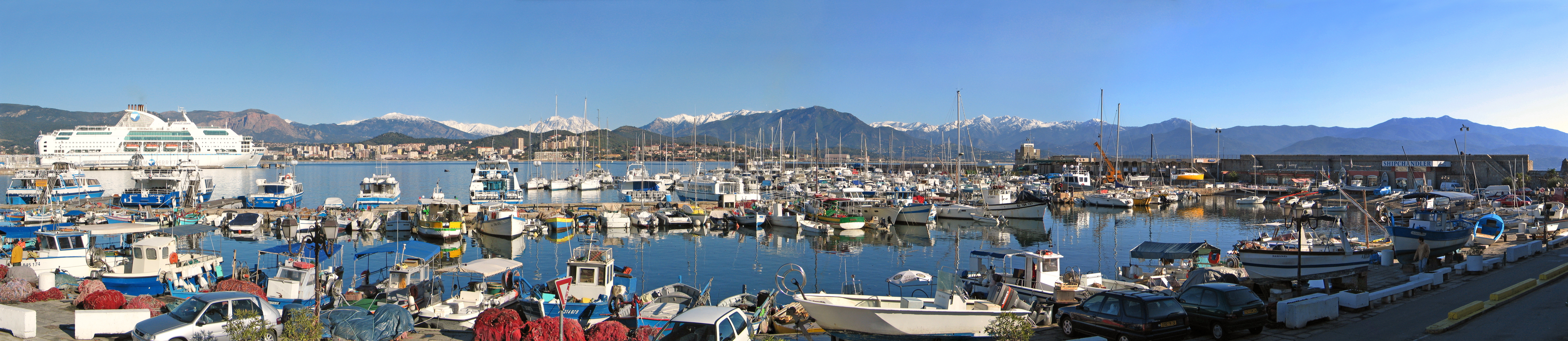
Panorama sur le port d'Ajaccio

Le noyau urbain originel, à proximité de l'ancienne plaine marécageuse des Cannes, s'est effacé au profit de la ville génoise, articulée à proximité de la Punta della Lechia. Celle-ci a subi divers aménagements, notamment sous Napoléon, qui est à l'origine des deux grandes artères structurantes actuelles (Cours Napoléon orienté nord-sud, Cours Grandval dans le sens est-ouest).
Mais Ajaccio a connu une forte expansion démographique dans les années 1960, ce qui explique que 85 % des logements sont postérieurs à 1949. Cela se ressent dans l'urbanisme de la ville, très marqué par les barres et tours en béton présents dans plusieurs quartiers, en particulier les grands ensembles situés sur les hauteurs (Les Jardins de l'Empereur), le nord et l'est de la ville (front de mer, Les Cannes, Les Salines) entre autres. Une dichotomie apparaît dans le paysage, entre la ville ancienne et d'imposants immeubles modernes. Ajaccio donne ainsi l'image d'une ville construite sur deux niveaux différents.

### Quartiers
Dix quartiers sont comptabilisés par la municipalité :
- Cannes-Binda : quartier populaire du nord de la ville, constitué de grands ensembles, ayant fait l'objet d'une politique de rénovation urbaine ;
- Centre-ville : cœur touristique de la ville, constitué de ruelles commerçantes et de grandes artères de circulation ;
- Casone : quartier bourgeois à population aisée, situé dans l'ancienne station d'hiver sur les hauteurs de la ville sud ;
- Les Jardins de l'Empereur : cité classée quartier prioritaire sur les hauteurs de la ville, constituée de grands ensembles dominant le centre-ville ;
- Mezzavia : quartier du nord de la ville, occupé par plusieurs lotissements ainsi que par des zones d'activités commerciales et économiques et le stade Ange-Casanova ;
- Octroi-Sainte Lucie : il constitue la partie nord du centre-ville, près du port et de la gare ferroviaire ;
- Pietralba : quartier populaire du nord-est de la ville ;
- Résidence des Îles : quartier du sud de la ville près de la touristique route des Sanguinaires, dans un environnement de qualité ;
- Saint-Jean : ensemble d'immeubles abritant une population aux revenus modestes, à proximité du noyau urbain historique de la ville ;
- Les Salines : quartier populaire du nord-est de la ville, constitué de grands ensembles, classé prioritaire, faisant l'objet d'une politique de rénovation urbaine[32] ;
- Vazzio : quartier du nord-est de la ville, à proximité de l'aéroport, de la centrale EDF et du stade Michel-Moretti.

### Logement

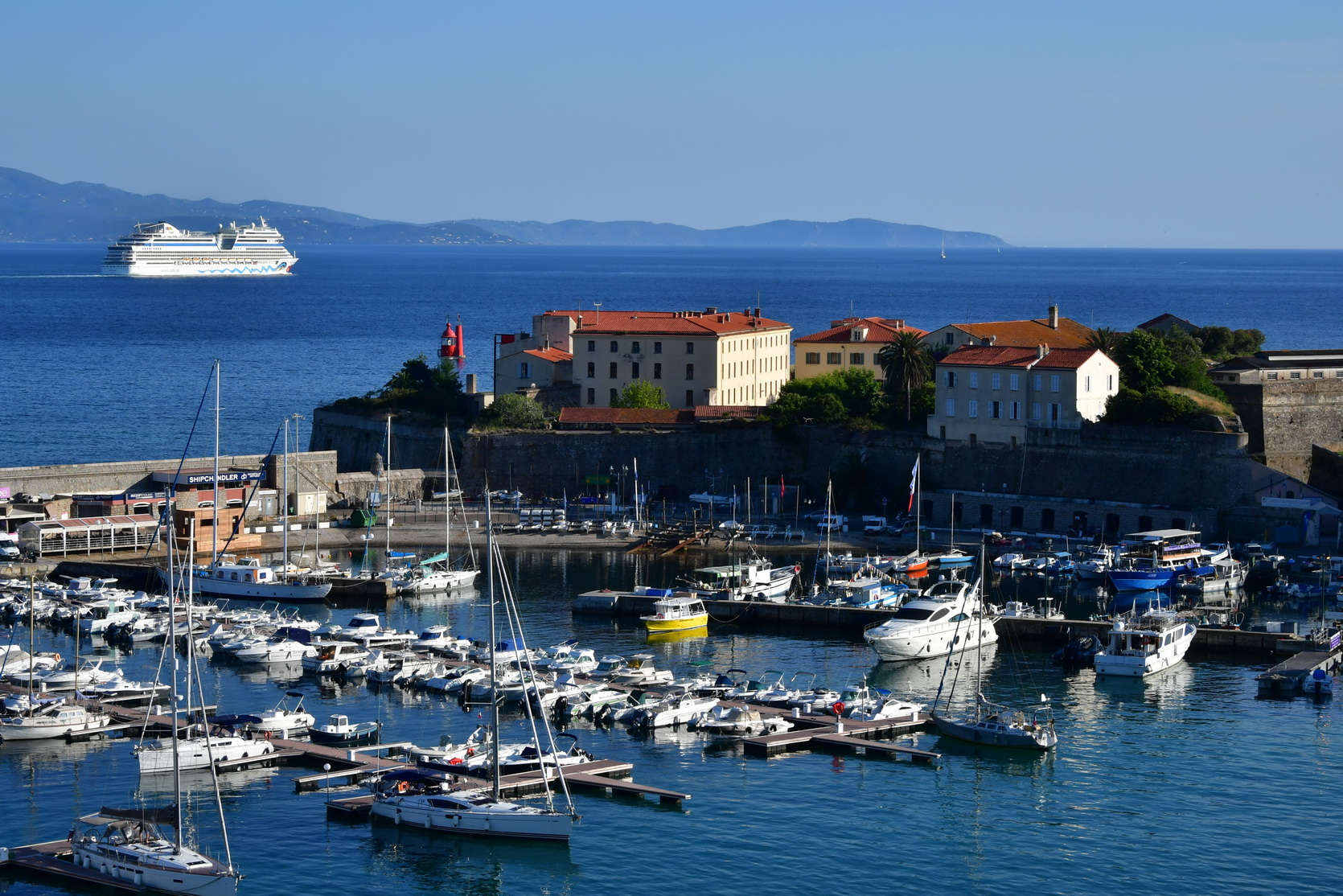
Port de plaisance Tino Rossi.

Ajaccio a toujours souffert d'un déficit chronique en offre de logements, dû à un manque d'espace, ce qui a profité aux communes périurbaines. Au cours des années 1960 et plus tard encore, le développement urbain s'est réalisé au gré des opportunités foncières sans réflexion préalable sur un choix d'aménagement urbain global et tranchant avec la qualité de la trame urbaine du centre ancien. Actuellement un effort est réalisé dans le renouvellement urbain du centre ancien et des quartiers d'habitat social. Cependant, l'histoire et l'actualité de l'urbanisme à Ajaccio sont marquées par de très nombreuses illégalités dont une partie sanctionnée par les juridictions.
Un développement important de l'offre de logements est possible dans le quartier du Vazzio, de Saint-Joseph ainsi que sur les hauteurs du quartier Pietralba qui sont situés à l'est de la ville. En outre, un développement urbain est également possible le long de la rocade extérieure au nord de la ville. Plus au sud, le long de la route des Îles Sanguinaires, située entre mer et montagne, un développement de l'offre de logements est projeté sur les quelques parcelles encore disponibles et en particulier sur le secteur de Vignola qui envisage aussi d'accueillir des activités de hautes technologies et un centre de thalassothérapie. Pourtant, ce secteur de Vignola est classé en espace remarquable ou caractéristique du Plan d'aménagement et de développement durables de la Corse et en Zone naturelle d'intérêt écologique, faunistique et floristique de type 1, en raison notamment de la présence de trois espèces de faune protégées sur le plan national (et l'une en outre sur le plan européen).
Enfin, pour répondre à l'attractivité de la ville et à la demande de logements qui en résulte, d'autres secteurs selon les dispositions du plan local d'urbanisme (PLU) en cours d'élaboration pourraient s'ouvrir à l'urbanisation tout en privilégiant la densité urbaine plutôt que l'étalement urbain contraire au développement durable.
Une zone d'aménagement concerté (ZAC) dont les contours restent à préciser est aussi prévue en plein cœur du quartier des Salines et les terrains dits de la gare-amirauté en continuité du centre-ville ont vocation à devenir à plus long terme, après les études d'un aménagement urbain adéquat, un nouveau quartier, emblème du renouveau urbain d'Ajaccio.

## Toponymie
Le nom de la localité est attesté sous les formes Adjacium au Ve siècle (cosmographie de Ravenne) ;  Agiation entre 667 et 670 ; Aiazo entre 1311 et 1320. Aux XVIe et XVIIe siècles, le nom a été transcrit en français sous la forme La Hiace (...) ; Ajaccio, forme italienne, est le nom de la ville génoise, prononcé « Aiaccio » (...)
En corse, le nom de la commune est Aiacciu [aˈjaʧːu], ou localement Aghjacciu [aˈɟaʧːu] dans l'arrière-pays (la vallée de la Gravona notamment).
Plusieurs hypothèses ont été émises quant à l'étymologie du nom Ajaccio (Aiacciu en corse, Addiazzo sur les vieux documents). Parmi celles-ci, la plus prestigieuse prétend que la ville aurait été fondée par le héros grec légendaire Ajax qui lui aurait donné son nom. D'autres explications sont cependant bien moins fantaisistes. Par exemple, le nom Ajaccio pourrait être apparenté au toscan agghiacciu (« enclos à brebis »). De même, aghja est en corse l'aire où l'on bat le blé. Une autre explication, étayée par des sources byzantines voisines de l'an 600, nomment la ville Agiation, suggérant une origine grecque du mot, agathè pouvant signifier « bonne fortune » ou « bon mouillage » (racine également à l'origine du nom de la ville d'Agde)[réf. nécessaire].
Dans les pieves avoisinantes, on emploie encore de nos jours le toponyme Aghjacciu (l'aghjacciu, enclos à bétail) du verbe corse ghjace/ghjacia qui correspond au français gésir, et qui lui-même est issu du verbe latin de le deuxième conjugaison jacere, pris dans le sens d’« être étendu, couché » (...). Dans le reste de l'ile, on dit Aiacciu, prononciation corse du nom de la ville génoise. C'est cette forme qu'il convient d'adopter comme étant consacrée par un usage largement majoritaire. Cela ne disqualifie nullement Aghjacciu qui garde sa valeur sémantique et qui doit conserver toute sa vigueur dans les territoires de l'intérieur immédiat où, d'ailleurs, les habitants de la ville sont appelés l’Aghjaccinchi.
Les habitants d'Ajaccio sont appelés les Ajacciens (Aiaccini ou Aghjaccinchi par les Corses de l'intérieur. On note également « Ajacciotti » pour « habitants du bourg » dans une correspondance de P. Paoli : .

## Histoire

### Antiquité et haut Moyen Âge

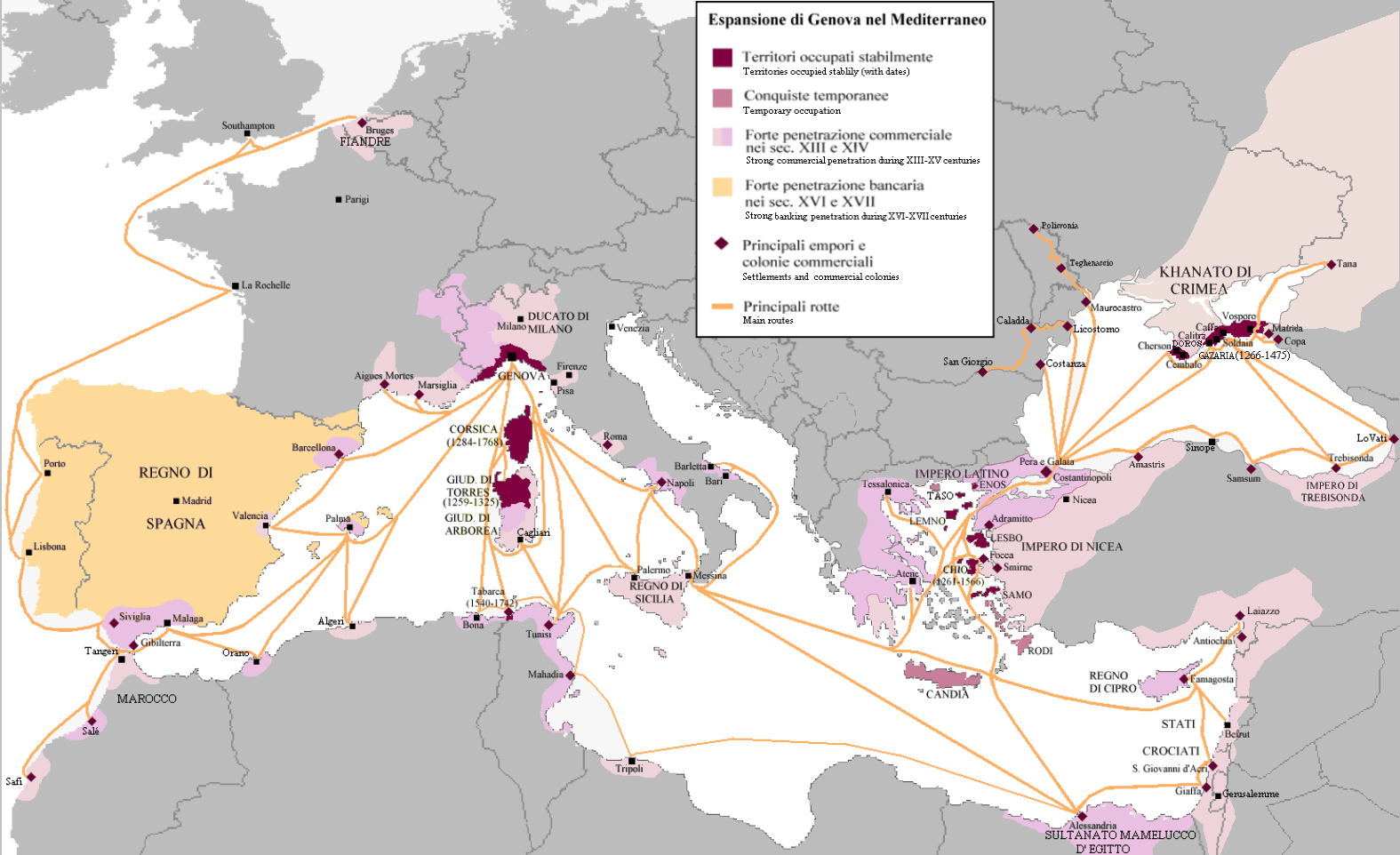
Carte de la république de Gênes et des possessions, vers 1395.

Le diocèse d'Ajaccio se forme avant le VIe siècle, en témoigne une lettre datée d'août 601 du pape Grégoire le Grand à Boniface, qualifié de défenseur de la Corse, pour lui demander de régler le problème du diocèse, privé d'évêque depuis un certain temps. Les premiers édifices chrétiens datent de la même période. La ville décline progressivement dès le VIIe siècle lorsque la Corse est réunie sous l'égide d'un seul évêché, sans doute déplacé à l'ancienne cité romaine de Mariana,. Ce n'est qu'à partir du XIe siècle, avec les privilèges accordés par les papes Grégoire VII puis Urbain II à l'évêque de Pise, que la cité médiévale sort de son déclin avec la restauration du diocèse,. Néanmoins, la ville reste très peu peuplée, les historiens et les archéologues pensant même que les différents évêques jusqu'au XVe siècle résidaient à Bonifacio et non pas à Ajaccio. Les monnaies génoises se diffusent à Ajaccio et alentour à partir du XIIIe siècle. C'est d'ailleurs à cette époque que la ville est choisie pour être l'un des ports fortifiés, en 1272,. En 1274, la flotte de Charles Ier attaque la flotte génoise sur les côtes ajacciennes. Néanmoins, la forteresse est rapidement abandonnée, Gênes privilégiant la position de Bonifacio ou de Calvi.
En 1405, Vincentello d'Istria et Ghilfuccio d’Ornano proposent au roi Martin Ier de rebâtir une forteresse sur le site médiéval. Néanmoins, le projet n'aura aucune réponse. La république de Gênes reprend à son compte l'idée à partir de 1455, mais se contente de reconstruire la forteresse du XIIIe siècle.

### De la refondation de la cité à la Révolution française

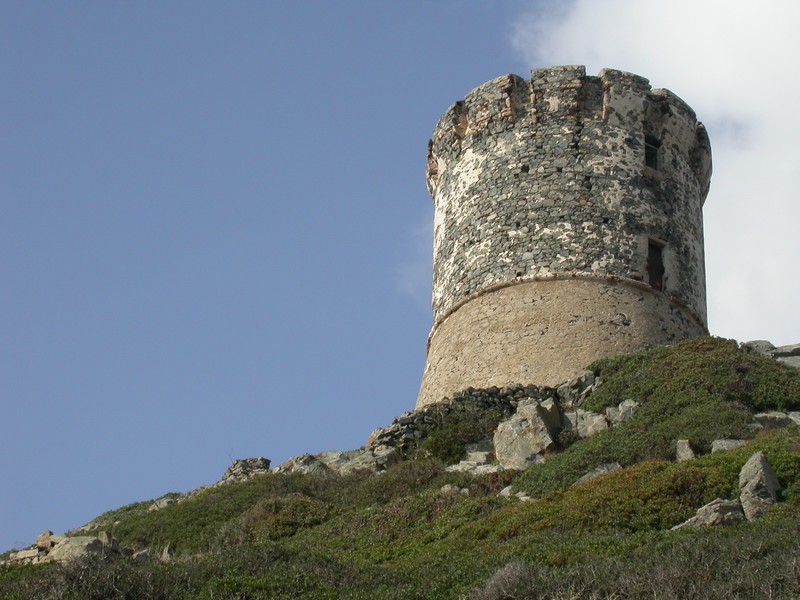
Tour génoise des îles Sanguinaires, datée du XVIe siècle.

En 1492, la république de Gênes décide de rebâtir la ville, qui avait décliné les siècles précédents,. L'Office de Saint Georges finance le projet et Gênes fait appel à l'architecte milanais Cristoforo di Gandino. Plusieurs sites furent alors considérés : la Pointe de la Parata (non retenue car trop exposée aux vents), l'ancienne ville (considéré finalement comme insalubre à cause de la proximité de l'étang des Salines), enfin la Punta della Lechia sur laquelle le choix a été arrêté. La ville est refondée le 16 avril 1492. Les travaux, notamment de la citadelle, débutèrent le 21 avril 1492. Le siège épiscopal est transféré dans Ajaccio intra-muros vers 1502/1503. Dans les années 1520, un projet de construction d'une nouvelle cathédrale est lancé, mais celle-ci est détruite lorsque Gênes décida de renforcer les fortifications de la ville et de creuser un fossé. Un autre projet est lancé dans les années 1580 à la demande du pape Grégoire XIII, et la cathédrale est achevée en 1593.
En 1553, une garnison française prend place à Ajaccio. Le bourg ne compte alors plus qu'une centaine d'habitants. Paul de La Barthe de Thermes, chef de la garnison, supervise la fin des travaux de la citadelle achevée en 1554. Le traité de Cateau-Cambrésis met fin à la présence française,. La garnison quitte Ajaccio le 9 septembre 1559. Après le départ des Français, la ville se développe principalement autour de la citadelle. En 1564, le plan d'urbanisme de la ville est en partie redessiné par l'architecte Giovan Giacomo Paleari Fratino (it).
Le recensement de 1770 fait état de 3 916 habitants, dont 1 910 habitants originaires d'Ajaccio, 440 grecs et 1 566 personnes identifiées comme « paysans ».

### Époque contemporaine

#### Révolution et Empire
Lorsque la bidépartementalisation du département unique de la Corse est décidée, Ajaccio est choisie comme chef-lieu du département du Liamone. Trois routes sont construites pour désenclaver la ville, la première entre 1801 et 1802, jusqu'à Bastia et élargie à partir de 1817, la seconde, construite à partir de 1805 jusqu'à Calvi et la troisième, achevée en 1845, jusqu'à Bonifacio. À partir de 1802, année du rétablissement de l'esclavage par Napoléon Bonaparte, la ville accueille des déportés venus de Guadeloupe et de Saint-Domingue qui s'étaient révoltés contre le retour de l'administration coloniale. Le premier navire transportant des déportés accoste au port d'Ajaccio en octobre ou novembre 1802. Un bagne d'une capacité d'accueil de 550 prisonniers est construit à Ajaccio pour désengorger celui de Toulon, placé sous la direction du ministère de la Marine. Seuls ceux que l'administration qualifiait de « nègres malfaiteurs » sont envoyés au bagne d'Ajaccio. Parmi les détenus passés par le bagne figure Bernard Chancy, aide de camp de Toussaint Louverture. Les détenus sont logés au couvent des Capucins jusqu'en 1815. Ils participent à la construction de la route entre Ajaccio et Bastia. C'est d'ailleurs sur les chantiers que la plupart des décès ont lieu, les décès étant généralement constatés à l'hôpital militaire d'Ajaccio, mais il ne subsiste presque aucune trace dans les actes d'état civil. Au total, 12 détenus parviennent à s'évader, généralement en Sardaigne, leur parcours après l'évasion étant inconnu, leurs noms n'ayant pas pu être identifiés. Il ne reste que deux déportés encore en vie en 1814. La dernière trace de cet épisode est l'acte de décès d'un Guadeloupéen en 1816.
Le 19 avril 1811, un sénatus-consulte met fin à la bidépartementalisation de la Corse, qui redevient un département unique. Napoléon Ier fait d'Ajaccio la préfecture du département,,. Le choix d'Ajaccio permet à l'île de s'ouvrir davantage sur l'ouest de la Méditerranée.

#### De la Restauration à laIIIeRépublique
Après la première abdication de Napoléon, les autorités d'Ajaccio refusent de suivre celles de Bastia qui ont négocié un traité avec le Royaume-Uni de Grande-Bretagne et d'Irlande. Le 23 avril 1814, les Alliés reconnaissent par le traité de Paris la souveraineté française sur la Corse, ce qui rend caduque le traité négocié à Bastia.

Le 18 juin 1830, le premier bateau à vapeur accoste au port. En 1839, la commune d'Alata demande à être rattachée à Ajaccio, comme l'atteste une lettre du maire adressée au préfet : 
«  Dans le cas où il rencontrerait de l'opposition de la part du conseil municipal d'Ajaccio, il est prié de ne pas s'y arrêter.  »
 La ville refusa la fusion, mais la commune d'Alata effectue une autre demande une vingtaine d'années plus tard, en compagnie d'Afa et d'Appietto. La demande concerne cette fois l'intégration dans le canton d'Ajaccio. L'intégration des trois communes fut acceptée par le conseil municipal en février et juillet 1857. La politique d'aménagement du Second Empire aboutit à la création d'un certain nombre de communes autour d'Ajaccio. Le hameau de Villanova fut érigé en commune le 6 juillet 1862, malgré les protestations d'Alata, et intégrée au canton d'Ajaccio. Ajaccio et Alata ont d'ailleurs cédé une partie de leur territoire pour la création de la nouvelle commune.
En janvier 1855, le bagne pour enfants, qui fut construit dans la cité impériale dans le cadre de la loi du 5 août 1850, accueille ses premiers pensionnaires. Jusqu'en 1866, il accueille plus de 1 600 enfants où beaucoup subissent des mauvais traitements et certains meurent de maladie, notamment la malaria. Ces enfants passaient la journée à effectuer des travaux agricoles. La plupart des enfants morts sont enterrés dans un cimetière improvisé en annexe du bagne. Le bagne devient un bagne pour adultes, et ferme définitivement en 1907.
En 1869, un phare est installé sur la citadelle. Le 7 décembre 1878, la construction de la ligne de chemin de fer entre Ajaccio et Bastia commence, dans le cadre du plan Freycinet.
En 1892, le Comité napoléonien est créé en réponse à la pénétration du républicanisme dans l'île. Il devient le Comité central bonapartiste en 1908 et se vide de tout contenu doctrinal hostile à la IIIe République.
La municipalité adopte une attitude de plus en plus autonomiste après la Première Guerre mondiale. Le maire Dominique Paoli, est partisan de l'irrédentisme italien et souhaite que la Corse intègre l'Italie fasciste. En 1936, il n'hésite pas à envoyer ses félicitations à Benito Mussolini pour la victoire contre l'Éthiopie. Il est d'ailleurs maintenu en fonction par le régime de Vichy.

#### Seconde Guerre mondiale
Lorsque est signé l'armistice du 22 juin 1940, les Corses sont encore traumatisés par la Première Guerre mondiale pour laquelle la Corse a payé un lourd tribut sur le plan humain. Une bonne partie des anciens combattants s'engagent dans la Légion française des combattants mise sur pied par Joseph Darnand. Une première manifestation de la Légion a lieu en décembre 1940 à Ajaccio lors d'une cérémonie en hommage à Jean Chiappe, dont l'avion a été abattu par la Royal Air Force. Néanmoins, leur engagement ne signifie pas pour autant que la plupart des légionnaires adhèrent au nouveau régime. La peur d'une annexion italienne explique en partie ces réticences. Les chefs de garnisons et les commandants militaires appellent d'ailleurs à la résistance armée en cas de débarquement. Lorsque l'armée royale italienne occupe l'île à partir du 11 novembre 1942, une bonne partie des légionnaires rejoint le mouvement de résistance Combat.

Le 19 mars 1943, le préfet et chef du réseau Action R2 Corse Fred Scamaroni se suicide à la citadelle où il est emprisonné pour éviter la torture et de dénoncer des résistants à l'OVRA, la police fasciste,. L'annonce de l'armistice de Cassibile et de la proclamation du maréchal Badoglio amorcent le soulèvement d'île. Ajaccio est la première ville libérée de France métropolitaine, le 9 septembre 1943. Le 8 octobre 1943, le général de Gaulle se rend à Ajaccio et rend hommage à la résistance corse, dans un discours resté célèbre : 
«  Nous devons sur le champ tirer la leçon de la page d'histoire que vient d'écrire la Corse française. La Corse a la fortune et l'honneur d'être le premier morceau libéré de la France ; ce qu'elle a fait éclater de ses sentiments et de sa volonté, à la lumière de sa libération, démontre que ce sont les sentiments et la volonté de la Nation tout entière.  »
 Peu de légionnaires seront inquiétés après la guerre, la plupart étant envoyés en Algérie pour éviter exécutions sommaires et lynchage.

#### Depuis 1945
6 000 rapatriés d'Afrique du Nord s'installent à Ajaccio pendant la décolonisation. À partir des années 1960, la ville devient une des principales destinations touristiques de l'île et du bassin méditerranéen,. Elle renforce son attractivité au détriment de Bastia, notamment par le cadre de vie mais aussi par la situation propre de la ville, plus favorable à l'extension urbaine et située dans une zone plus centrale sur l'île.
En 1982, le gouvernement fait adopter la première loi de décentralisation. La Corse obtient un statut particulier et Ajaccio est choisie pour accueillir l'Assemblée de Corse. Une centaine d'attentats accompagne l'élection de la première assemblée territoriale.
Le 6 février 1998, le préfet de Corse Claude Érignac est assassiné par des nationalistes corses. Yvan Colonna est arrêté en 2003 après plusieurs années de cavales puis condamné. Près de vingt-cinq ans plus tard, après l'assassinat d'Yvan Colonna à la maison centrale d'Arles, une manifestation est organisée en la mémoire du militant nationaliste.
La ville est touchée par des crues exceptionnelles pendant l'hiver 2019, au point que l'aéroport doit fermer plusieurs jours.
Le 15 décembre 2024 la ville reçoit la visite du Pape François.
Depuis le milieu du XXe siècle, Ajaccio a connu un développement important. La cité impériale a connu un accroissement démographique et un étalement urbain considérable. Chef-lieu de la Corse et principale agglomération de l'île, elle cherche à s'affirmer comme une véritable métropole régionale.

## Politique et administration

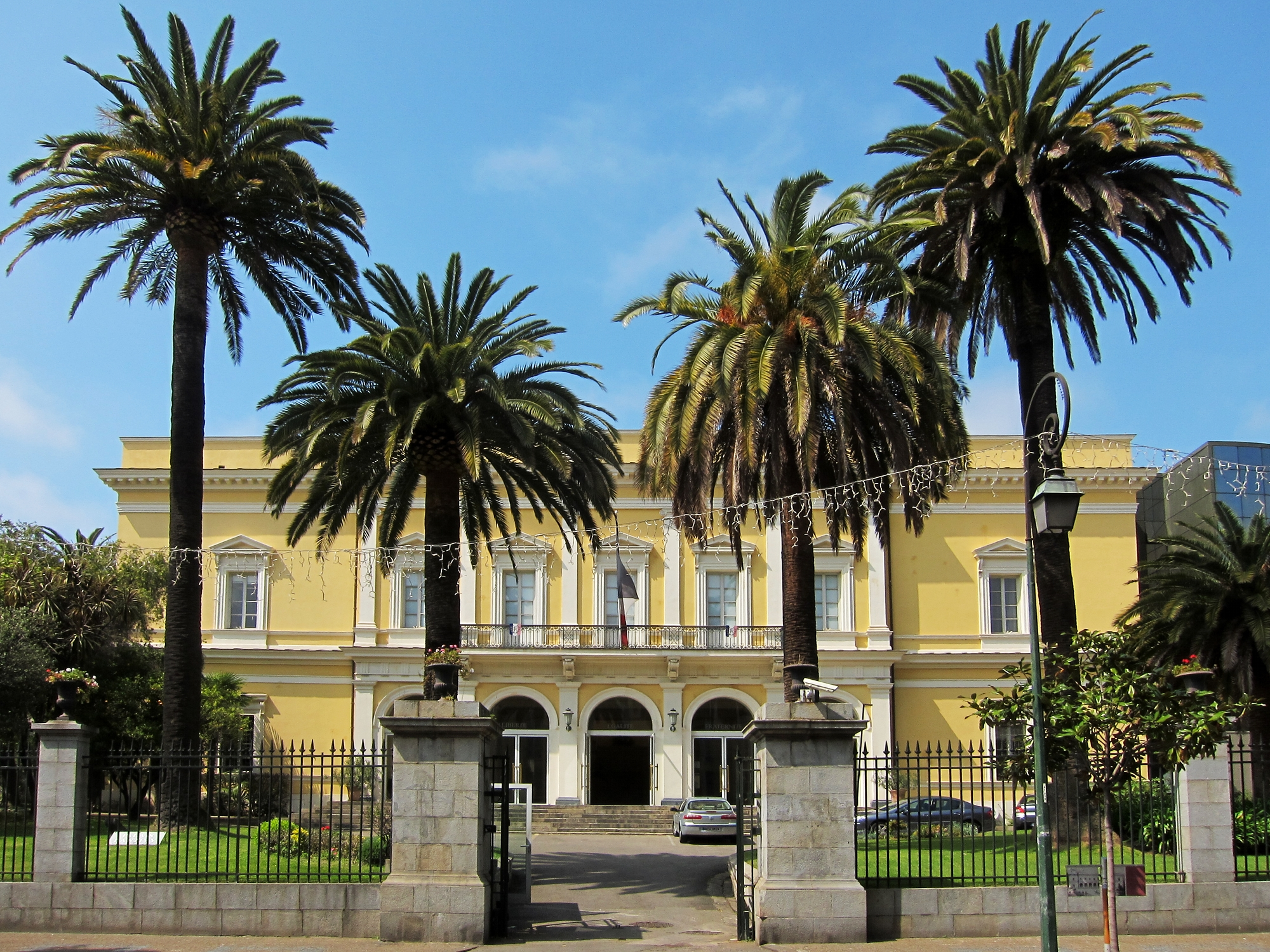
La préfecture de région

### Administration municipale
Ajaccio a été successivement :
- un chef-lieu de district du département de Corse de 1790 à 1793
- chef-lieu du département du Liamone de 1793 à 1811
- chef-lieu du département de Corse de 1811 à 1975
- chef-lieu du département de la Corse-du-Sud depuis le 1er janvier 1976
- chef-lieu de la région Corse de 1970 à 2018
- chef-lieu de la Collectivité de Corse depuis le 1er janvier 2018

La commune est rattachée à l'arrondissement d'Ajaccio depuis sa création par la loi du 28 pluviôse an VIII (17 février 1800). Elle fait également partie de la communauté d'agglomération du Pays ajaccien (CAPA) avec neuf autres communes (Afa, Alata, Appietto, Cuttoli Corticchiato, Peri, Sarrola-Carcopino, Tavaco, Valle di Mezzana et Villanova), créée en 2001. La ville est située essentiellement dans la 1re circonscription de la Corse-du-Sud et également dans la 2ème circonscription de la Corse du Sud pour ce qui est du territoire de l'ancien canton d'Ajaccio VI.

### Tendances politiques et résultats
La cité impériale resta (avec quelques interruptions) un bastion électoral bonapartiste (CCB) jusqu'aux élections municipales de 2001. La municipalité sortante fut alors battue par une coalition de gauche dirigée par Simon Renucci, rassemblant sociaux-démocrates, communistes ainsi que Charles Bonaparte, prétendant au trône impérial. La droite retrouve le pouvoir avec la victoire de Laurent Marcangeli aux élections municipales de 2014.

### Liste des maires
| Période       | Période        | Identité                          | Étiquette   | Qualité |
| ------------- | -------------- | --------------------------------- | ----------- | --- |
| mai 1945      | octobre 1947   | Arthur Giovoni                    | PCF         | Licencié en lettres et philosophie, professeur Député de Corse (1945 → 1955) |
| octobre 1947  | janvier 1949   | Nicéphore Stephanopoli de Comnène | CCB         | |
| janvier 1949  | mai 1953       | Antoine Sérafini                  | CCB         | Architecte Député de Corse (1951 → 1955) Conseiller général d'Ajaccio (1951 → 1958) |
| mai 1953      | mars 1959      | François Maglioli                 | CCB         | Médecin |
| mars 1959     | février 1964   | Antoine Sérafini                  | CCB         | Architecte Député de Corse (1951 → 1955) Député de Corse (1re circ.) (1962 → 1964) Décédé en fonction |
| avril 1964    | septembre 1975 | Pascal Rossini                    | CCB         | Commissaire principal aux enquêtes économiques Conseiller général d'Ajaccio-I (1966 → 1973) Conseiller général d'Ajaccio-II (1973→ 1975) Décédé en fonction                                                                |
| novembre 1975 | février 1994   | Charles Ornano                    | CCB         | Licencié en droit, directeur régional adjoint des services de l'équipement Sénateur de la Corse-du-Sud (1980 → 1994) Conseiller régional de Corse Conseiller général d'Ajaccio-II (1976 → 1989) Décédé en fonction         |
| mars 1994     | mars 2001      | Marc Marcangeli                   | CCB         | Médecin Député de la Corse-du-Sud (1re circ.) (1994 → 1995) Conseiller général d'Ajaccio-I (1966 → 1973) Suppléant du député José Rossi (1988 → 1994 et 1995 → 2002)                                                       |
| mars 2001     | avril 2014     | Simon Renucci                     | CSD         | Médecin pédiatre Député de la Corse-du-Sud (1re circ.) (2002 → 2012) Conseiller général d'Ajaccio-III (1998 → 2001) Président de la CA du Pays ajaccien (2002 → 2014)                                                      |
| avril 2014    | octobre 2014   | Laurent Marcangeli                | CCB         | Avocat Député de la Corse-du-Sud (1re circ.) (2012 → 2017) Conseiller général d'Ajaccio-I (2011 → 2014) Président de la CA du Pays ajaccien (avril → oct. 2014) Démissionnaire                                             |
| octobre 2014  | novembre 2014  | Stéphane Sbraggia                 | CCB         | Premier adjoint, assure l'intérim |
| novembre 2014 | février 2015   | André Valat                       |             | Président de la délégation spéciale |
| février 2015  | juillet 2022   | Laurent Marcangeli                | LR puis HOR | Avocat Député de la Corse-du-Sud (1re circ.) (2012 → 2017 et 2022 → 2025) Conseiller à l'Assemblée de Corse (2021 → 2022) Président de la CA du Pays ajaccien (2017 → 2022) Démissionnaire après son élection comme député |
| juillet 2022  | En cours       | Stéphane Sbraggia                 | HOR         | Dirigeant d’établissements de santé Président de la CA du Pays ajaccien (2022 → ) |

### Budget et fiscalité 2018
En 2018, le budget de la commune était constitué ainsi :
- total des produits de fonctionnement : 93 253 000 €, soit 1 344 € par habitant ;
- total des charges de fonctionnement : 92 260 000 €, soit 1 330 € par habitant ;
- total des ressources d'investissement : 20 013 000 €, soit 288 € par habitant ;
- total des emplois d'investissement : 20 044 000 €, soit 289 € par habitant ;
- endettement : 72 475 000 €, soit 1 344 € par habitant.

Avec les taux de fiscalité suivants :
- taxe d'habitation : 22,72 % ;
- taxe foncière sur les propriétés bâties : 18,40 % ;
- taxe foncière sur les propriétés non bâties : 46,24 % ;
- taxe additionnelle à la taxe foncière sur les propriétés non bâties : 0,00 % ;
- cotisation foncière des entreprises : 0,00 %.

Chiffres clés Revenus et pauvreté des ménages en 2016 : médiane en 2016 du revenu disponible, par unité de consommation : 20 412 €.

### Intercommunalité
Ajaccio fait partie depuis décembre 2001 de la communauté d'agglomération du Pays ajaccien (CAPA) avec neuf autres communes (Afa, Alata, Appietto, Cuttoli Corticchiato, Peri, Sarrola Carcopino, Tavaco, Valle di Mezzana et Villanova).

#### Origines
La communauté d'agglomération du Pays ajaccien est créée par la loi du 12 juillet 1999 sur le renforcement de l’intercommunalité dite loi Chevènement. L’action de la communauté d’agglomération s’inscrit également dans les directives de deux autres textes fondateurs de l’aménagement du territoire ; la loi sur la solidarité et le renouvellement urbain dite loi Gayssot du 13/12/2000 et la loi d’orientation et d’aménagement durable du territoire dite loi Voynet du 25/06/1999.

#### Création
De juin à décembre 2001, le marathon de la concertation.
Les élus municipaux du Pays Ajaccien ont engagé un marathon politique. En moins de sept mois, plus de 30 réunions sont organisées[réf. souhaitée].
15 décembre 2001, l’arrêté de création du préfet. La communauté d'agglomération du Pays ajaccien (CAPA) constituée par un arrêté du préfet se compose des dix communes.
Elle compte 65 000 habitants (INSEE 99) soit 54,8 % de la population du département de la Corse-du-Sud.
Le Conseil de développement, constitué de 38 membres de la société civile, se met en place le 27 mai 2004 pour participer à la définition et aux choix des grandes orientations de la politique communautaire.

### Cantons
Ajaccio est le chef-lieu de cinq cantons :
- Ajaccio-1
- Ajaccio-2
- Ajaccio-3
- Ajaccio-4
- Ajaccio-5

### Jumelages
| Ville | Ville                  | Pays | Pays       | Période                   |
| ----- | ---------------------- | ---- | ---------- | ------------------------- |
|       | Aksaray                |      | Turquie    |                           |
|       | Dana Point             |      | États-Unis |                           |
|       | Iéna                   |      | Allemagne  |                           |
|       | La Maddalena           |      | Italie     | depuis 1991               |
|       | Lárnaca (municipalité) |      | Chypre     | depuis le 10 janvier 1989 |
|       | Marrakech              |      | Maroc      |                           |
|       | Palma                  |      | Espagne    | depuis 1991               |

## Économie
Jusqu'au XIXe siècle, la ville a du mal à se développer et à s'ouvrir à l'intérieur de l'île. Son développement est principalement axé sur le littoral. La ville est, avec Bastia, le centre économique, commercial et administratif de la Corse. Son aire d'attraction de près de 120 000 habitants s'étend sur une part importante de la Corse-du-Sud, de part et d'autre du golfe d'Ajaccio et remontant la vallée de la Gravona. Son activité est avant tout orientée vers le tertiaire et les services. La commune a encore du mal à interagir avec les communes situées à l'intérieur des terres. En 2015, 66 % des emplois de l'île se concentrent dans 6,5 % du territoire, notamment à Ajaccio et Bastia. La commune représente également 37 % des revenus fiscaux de l'île.

### Tertiaire
Le secteur tertiaire représente de loin le principal pourvoyeur d'emplois de la ville. Ajaccio est un centre administratif, regroupant les services communaux, intercommunaux, départementaux, régionaux et préfectoraux.

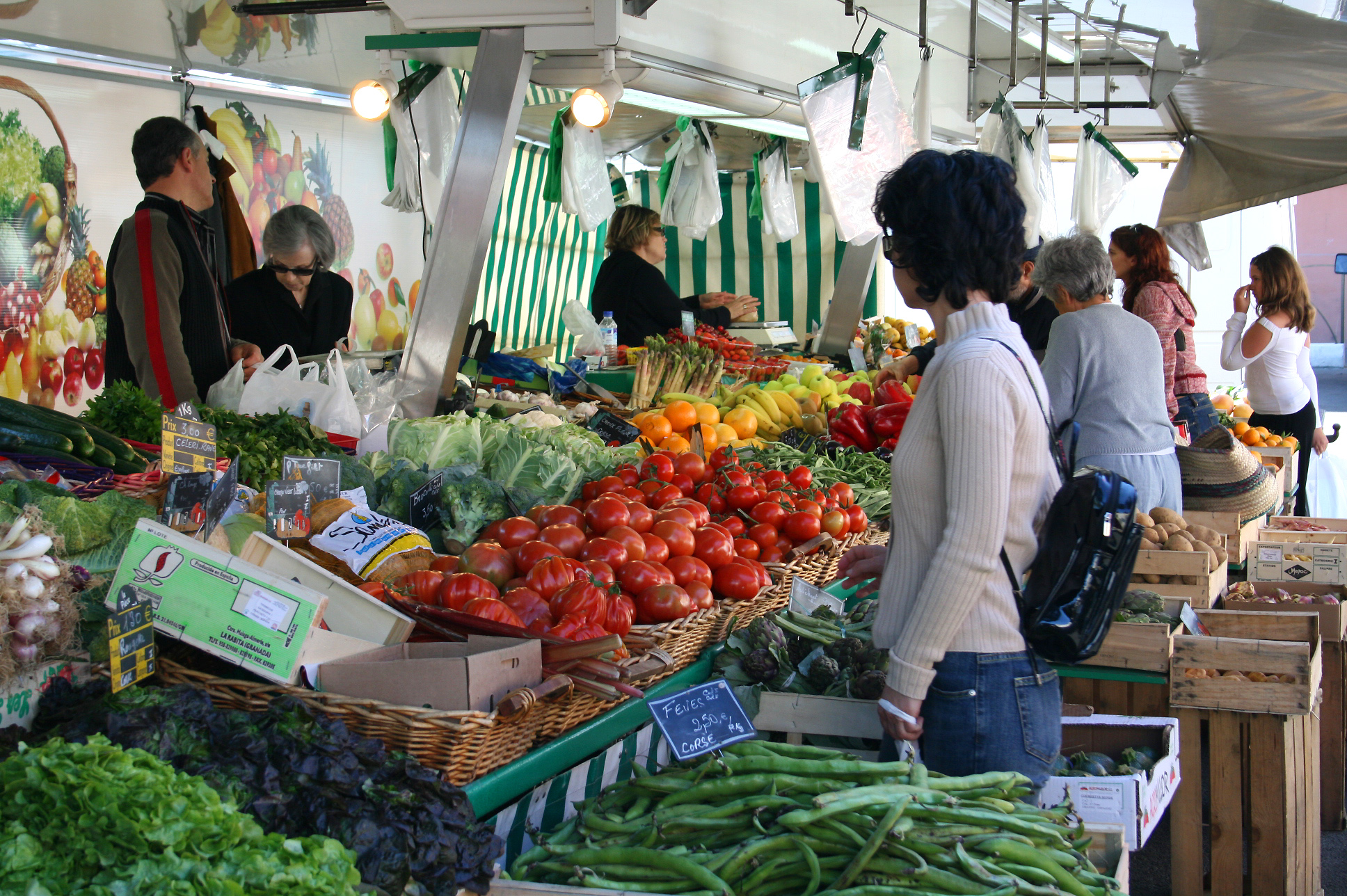
Stand du marché d'Ajaccio

C'est aussi un centre commercial, avec les rues commerçantes du centre-ville, le marché central d'Ajaccio, sur la place Foch, à côté de la mairie, la Halle aux poissons est situé dans le bâtiment de l'office du tourisme, derrière la mairie, et le Marché de la place Abbatucci, sont ouverts tous les matins sauf le lundi et proposent des produits frais et spécialités régionales, attirant à la fois les habitants et les touristes. Un marché forain est également ouvert le week-end et un marché aux puces tous les dimanches.
Les zones d'activités périphériques, dont celle de Mezzavia (hypermarché Géant Casino), le long de la rocade (hypermarchés Carrefour et E.Leclerc), ainsi que le centre commercial Atrium sur la commune voisine de Sarrola-Carcopino (hypermarché Auchan).
Ajaccio a basé son économie sur le tourisme dès le XIXe siècle. Ville de passage mais pas seulement, la cité impériale est également une ville touristique de premier plan notamment pour la saison estivale. Le reste de l'année, elle est surtout un point de passage pour les commerciaux et le monde des affaires, qui effectuent de courts séjours. En 2015, elle accueille 800 000 croisièristes.

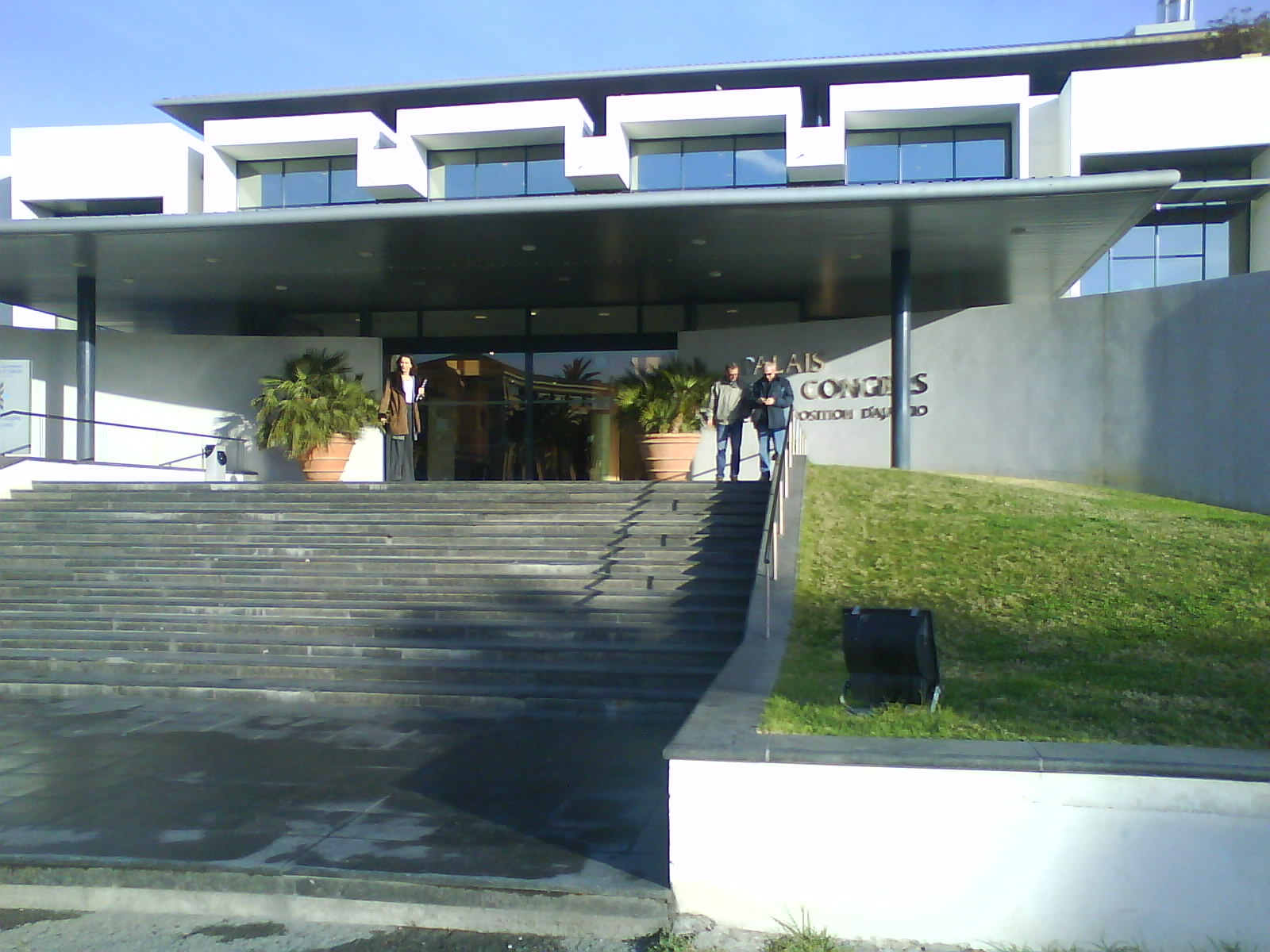
Le palais des congrès d'Ajaccio

Le palais des congrès d'Ajaccio a vocation à développer le tourisme d'affaires.
Ajaccio est le siège de la Chambre de commerce et d'industrie d'Ajaccio et de la Corse-du-Sud. Elle gère le port de commerce d’Ajaccio, le port de commerce de Bonifacio, le port de commerce de Porto-Vecchio, le port de commerce de Propriano et le port de plaisance Tino Rossi. Elle gère aussi l'aéroport d'Ajaccio Napoléon Bonaparte, et l’aéroport de Figari-Sud-Corse ainsi que le palais des congrès et le Centre du Ricanto.

### Industries
Le secteur secondaire est encore peu développé, mis à part l'aéronautique (Corse Composites Aéronautiques CCA), plus grosse entreprise de l'île avec 135 employés répartis sur deux sites. Les sites de stockage GDF et d'Antargaz, dans le quartier du Vazzio, sont classés à risque Seveso.

### Énergie
La centrale EDF du Vazzio, avec des moteurs diesel au fioul lourd entraînant des alternateurs, fournit le sud de l'île en électricité.

### Approvisionnement en eau
Le canal de la Gravona était chargé d'acheminer l'eau destinée à l’adduction d'eau potable de la ville. Le canal mal entretenu sert maintenant pour l'irrigation. La ville est désormais alimentée principalement par le bassin de compensation d'Ocana dont l'eau est issue du barrage de Tolla.

## Population et société

### Démographie

#### Évolution démographique
Le développement démographique d'Ajaccio a connu une certaine hausse à partir des années 1950. Cela s'explique par l'exode rural et l'installation d'immigrés notamment d'origine pied-noir, sarde, italienne, marocaine, tunisienne,  portugaise et française du continent.
L'évolution du nombre d'habitants est connue à travers les recensements de la population effectués dans la commune depuis 1615. Pour les communes de plus de 10 000 habitants les recensements ont lieu chaque année à la suite d'une enquête par sondage auprès d'un échantillon d'adresses représentant 8 % de leurs logements, contrairement aux autres communes qui ont un recensement réel tous les cinq ans,.

En 2022, la commune comptait 75 343 habitants, en évolution de +9,07 % par rapport à 2016 (Corse-du-Sud : +7,61 %, France hors Mayotte : +2,11 %).
| 1615  | 1794  | 1800  | 1806  | 1821  | 1831  | 1836  | 1841  | 1846   |
| ----- | ----- | ----- | ----- | ----- | ----- | ----- | ----- | ------ |
| 2 401 | 4 701 | 6 570 | 7 203 | 7 401 | 8 920 | 9 003 | 9 834 | 11 541 |

| 1851   | 1856   | 1861   | 1866   | 1872   | 1876   | 1881   | 1886   | 1891   |
| ------ | ------ | ------ | ------ | ------ | ------ | ------ | ------ | ------ |
| 11 944 | 11 049 | 14 089 | 14 558 | 16 545 | 17 050 | 18 005 | 17 576 | 20 197 |

| 1896   | 1901   | 1906   | 1911   | 1921   | 1926   | 1931   | 1936   | 1946   |
| ------ | ------ | ------ | ------ | ------ | ------ | ------ | ------ | ------ |
| 20 561 | 21 779 | 22 264 | 19 227 | 22 614 | 23 392 | 23 917 | 37 146 | 31 434 |

| 1954   | 1962   | 1968   | 1975   | 1982   | 1990   | 1999   | 2006   | 2011   |
| ------ | ------ | ------ | ------ | ------ | ------ | ------ | ------ | ------ |
| 32 997 | 33 642 | 43 438 | 49 065 | 54 089 | 58 315 | 52 880 | 63 723 | 66 809 |

| 2016   | 2021   | 2022   | - | - | - | - | - | - |
| ------ | ------ | ------ | - | - | - | - | - | - |
| 69 075 | 73 822 | 75 343 | - | - | - | - | - | - |

### Enseignement
Ajaccio est le siège de l'académie de Corse. Elle est l'une des rares villes moyennes à ne pas avoir d'antenne universitaire.
La ville d'Ajaccio compte:
- 18 écoles maternelles (16 publiques et 2 privées) ;
- 17 écoles élémentaires (15 publiques et 2 privées) ;
- 6 collèges :
  - 5 publics,
    - collège Arthur-Giovoni,
    - collège des Padule,
    - collège Laetitia-Bonaparte,
    - collège Fesch,
    - EREA,

  - 1 privé : institution Saint-Paul ;
- 3 lycées d'enseignement général :
  - 2 publics :
    - Lycée Laetitia-Bonaparte,
    - Lycée Fesch ;

  - 1 privé : institution Saint-Paul ;
- 2 LEP :
  - lycée Finosello ;
  - lycée Jules-Antonini.

L'enseignement supérieur est encore peu développé mis à part les BTS et l'IFSI, l'université de Corse se situant à Corte. Un établissement de recherche de l'INRA est également implanté sur Ajaccio.

### Manifestations culturelles et festivités
- La ville dispose de deux ports de plaisance, le port Tino-Rossi (320 anneaux) et le port Charles-Ornano (835 anneaux), garantissant une escale bien abritée et de qualité pour les marins sur la côte ouest de la Corse. Ajaccio est la seule cité de l'île à disposer également d'un casino.
- Les principales animations se concentrent au centre-ville et sur la route des Sanguinaires (cinémas, bars, discothèques entre autres).

### Santé
Le centre hospitalier d’Ajaccio possède 3 sites :
- l'hôpital de la Miséricorde, situé depuis 2023 sur le site du Stilettu à la périphérie de la ville. C'est le principal établissement de santé de la région;
- l'annexe Eugénie (EHPAD);
- l’Institut de Formation des Métiers de la Santé.

La ville dispose aussi de l’hôpital psychiatrique de Castelluccio, à 5 km à l'ouest du centre-ville, qui accueille également des services de cancérologie et de long séjour.

### Cultes

#### Catholique
Diocèse d'Ajaccio,:
- Cathédrale Notre-Dame d'Assomption, rue Forcioli Conti.
- Église du Sacré-Coeur, boulevard Sylvestre Marcaggi.
- Église Saint-Érasme, rue Forcioli Conti.
- Église Saint-Jean, montée Saint-Jean.
- Église Saint-Antoine de Padoue, avenue du Colonel Colonna d'Ornano.
- Église Saint-Pierre et Paul, cours Jean Nicoli.
- Église Saint-Roch, cours Napoléon.
- Chapelle Notre-Dame de Lorette, chemin Loretto.
- Chapelle des Grecs, cours Lucien Bonaparte.
- Chapelle impériale, rue du Cardinale Fesch.
- Chapelle Saint-Antoine, route des Sanguinaires de la Pointe de la Parata.
- Chapelle Saint-Jean-Baptiste, rue de Roi de Rome.
- Chapelle Saint-Ruchellu, rue du Cardinal Fesch.
- Chapelle du parc, avenue de la Libération.
- Chapelle de l'avenue de Verdun.
- Chapelle de l'hôpital de Castellucio.
- Chapelle maison de retraite, rue François Pietri.
- Chapelle Saint-Joseph, boulevard Georges Pompidou.
- Chapelle du Boulevard Sébastianu Costa.
- Des dizaines de chapelles funèraires sur le boulevard Stephanopoli de Comène.

#### Anglican
- Église anglicane, cours de Général Leclerc, (école nationale et municipale de danse).

#### Musulman
- Mosquée, avenue du Colonel Colonna D'Ornano.
- Mosquée Tunisienne, boulevard Jérôme et Barthélémy Maglioli.

#### Protestant/évangélique
- Temple réformé, cours Napoléon.
- Église évangélique assemblée de Dieu, chemin de la Pietrina.
- Église évangélique, rue de Vittulo[114],[115].

#### Israélite
- Beth Habad, rue des Glycines[116],[117].

#### Témoins de Jéhovah
- Salle du royaume, boulevard Abbé Recco.

L'église de Jésus Christ des Saints des Derniers Jours
- Lhotel Castel veccio, Salle de Calvi. 7 Rue Paul Colonna d'Istra.

### Sports
Ajaccio est pour la première fois une étape du célèbre Tour de France de l'édition 2013. C'est chaque année le lieu de départ ou d'arrivée du Tour de Corse automobile.
Les infrastructures sportives, assez diverses, sont bien développées sur l'ensemble de la ville. Ainsi, Ajaccio est une cité pluridisciplinaire en matière sportive. Football, volley, handball : dans toutes ces disciplines, les clubs de la ville évoluent ou ont évolué au plus haut niveau national.
- Football :
  - le club de l'AC Ajaccio, le club le plus populaire de la ville évolue en championnat de France de football de Ligue 1 depuis 2022-2023 au stade Michel-Moretti, stade privé de 10 500 places, situé au nord-est de la ville. L'AC Ajaccio a évolué 14 saisons en Ligue 1 (1967-1973, 2002-2006, 2011-2014, 2022-en cours) et évolue au niveau professionnel depuis 1998. Ce dernier a été sacré deux fois champion de France de Ligue 2 (1967 et 2002).
  - le Gazélec Football Club Ajaccio, qui évolue en championnat de France de National 3 depuis 2021, joue quant à lui au stade Ange-Casanova, situé dans le quartier de Mezzavia, au nord de la ville. Ce dernier compte 4 100 places.
- Le GFC Ajaccio Volley-Ball évolue en Ligue A dans le nouveau palais des sports et des spectacles d'Ajaccio de 2 000 places inauguré en septembre 2013 et baptisé U Palatinu. Il a remporté la coupe de France 2016 et 2017 ainsi que la Super Coupe en 2016, face au champion de France, Paris.
- GFC Ajaccio Handball a évolué en Division 1 durant deux saisons au début des années 2000
- GFC Ajaccio Basket-Ball.
- Hippodrome des Vignetta.

### Vie militaire
Unités ayant été stationnées à Ajaccio :
- 163e régiment d'infanterie, 1906 ;
- 173e régiment d'infanterie ;
- La Base d'aéronautique navale d'Aspretto pour hydravions de 1938 à 1993.

## Culture locale et patrimoine
Ajaccio dispose d'un potentiel touristique varié, possédant aussi bien un cadre culturel dans le centre de la ville qu'un patrimoine naturel à travers la mer Méditerranée, ses criques et ses plages, ainsi que la réserve Natura 2000 que constituent les îles Sanguinaires.

### Lieux et monuments

#### Citadelle

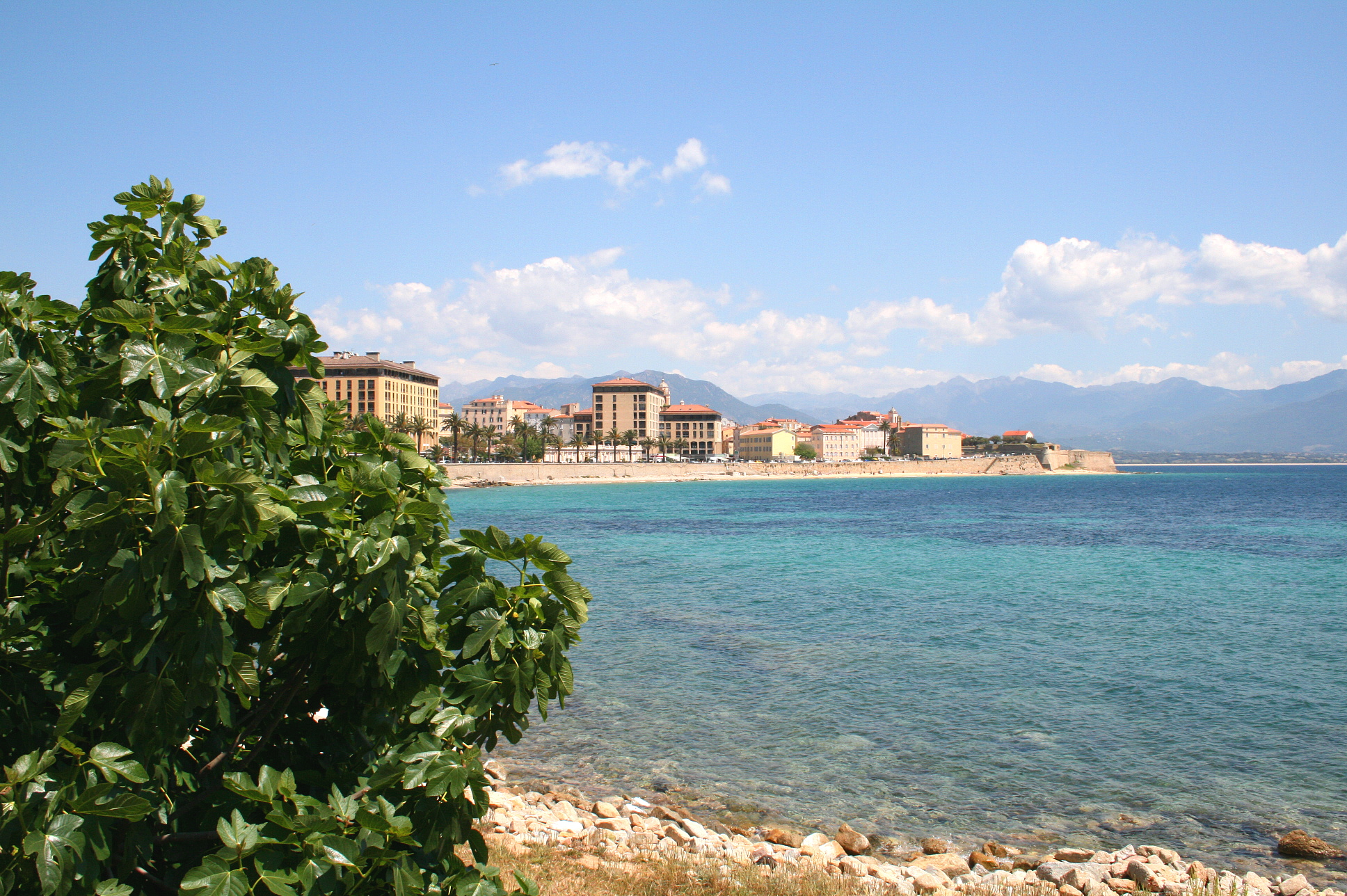
Vue de la vieille ville d'Ajaccio avec la citadelle à droite

La citadelle du XVIe siècle est l'œuvre du maréchal de Thermes et de son successeur, Giordano Orsini. Elle fut édifiée pour l'essentiel de 1554 à 1559. Les fortifications avec fossés, fermées au public, sont inscrites au titre des Monuments historiques.

« La citadelle jolie, régulière, fut élevée par le maréchal de Thermes, conquérant plus heureux qu'illustre, chevalier bien effacé par ses deux barbares lieutenan[t]s le montagnard corse Sampiero et le corsaire Dragut, amiral de Soliman alors allié de la France. L'inscription trouvée dans une ancienne maison voisine de la citadelle porte : Henri II, par la grâce de Dieu roi de France et seigneur de l'île de Corse, l'an de grâce 1554. »

— Antoine Claude Valery in Voyages en Corse, à l'île d'Elbe et en Sardaigne, 1837 - p. 167.

##### Plusieurs monuments sont consacrés à Napoléon
- Monument commémoratif de Napoléon Ier.
- Monument commémoratif de Napoléon et de ses frères[119].
- La maison dans laquelle il naquit et vécut[120], est maintenant un musée national : le Musée de la Maison Bonaparte[121].
- La chapelle impériale abrite les sépultures de ses parents, ainsi que de ses frères et sœurs[122].

##### Autres monuments commémoratifs
- Monument commémoratif du premier Consul[123].
- Monument commémoratif du Général Abbatucci[124].
- La statue du commandant L'Herminier (devant la gare maritime), commandant du sous-marin Casabianca qui participa activement aux combats pour la libération de la Corse dès septembre 1943.
- Monument commémoratif du cardinal Fesch[125].
- Monuments aux morts et plaques commémoratives[126],[127].

##### Patrimoine religieux
- Cathédrale, ou cathédrale Santa Maria Assunta[128], de la Renaissance, dépendant du diocèse d'Ajaccio, dans laquelle Napoléon a été baptisé, avec son orgue de Cavaillé-Coll[129],[130].
- Église Saint-Roch, néoclassique sur projet de l'architecte ajaccien Barthélémy Maglioli (1885).
- Église de la Sainte-Trinité d'Ajaccio (Holy Trinity church) cours Grandval.
- Église Saint-Erasme, rue Forcioli-Conti.
- Baptistère paléochrétien de Saint-Jean[131]. L'édifice a été classé au titre des monuments historiques en 2013[132].
- Chapelle Impériale d'Ajaccio. L'édifice a été classé au titre des monuments historiques en 1924[133].
- Chapelle Saint-Antoine de la Parata.
- Chapelle des Grecs (Chapelle Notre-Dame-du-Mont-Carmel)[134].
- Oratoire Saint-Jean-Baptiste d'Ajaccio. L'édifice a été inscrit au titre des monuments historiques en 1985[135].

##### Patrimoine civil
- La vieille ville et le Borgu sont typiquement méditerranéens avec leurs rues étroites et pittoresques.
- Le palais Fesch-musée des Beaux-Arts abrite une très importante collection de peintures italiennes de la Renaissance[136].
- Le musée A Bandera Musée d’Histoire Corse Méditerranéenne[137].
- La bibliothèque municipale conserve de nombreux incunables des XVe et XVIe siècles[138].
- Le palais Lantivy, sur le cours Napoléon, palais italien siège de la préfecture de Corse[139].
- Le quartier dit « des Étrangers » comporte nombre d'anciens palaces, de villas et de bâtiments autrefois construits pour les hivernants anglais à la Belle époque, comme l’église anglicane ou le Grand Hôtel Continental. Certains des bâtiments ont été détruits pour l'édification d'immeubles modernes. Le quartier conserve tout de même une belle architecture et reste très agréable à visiter.

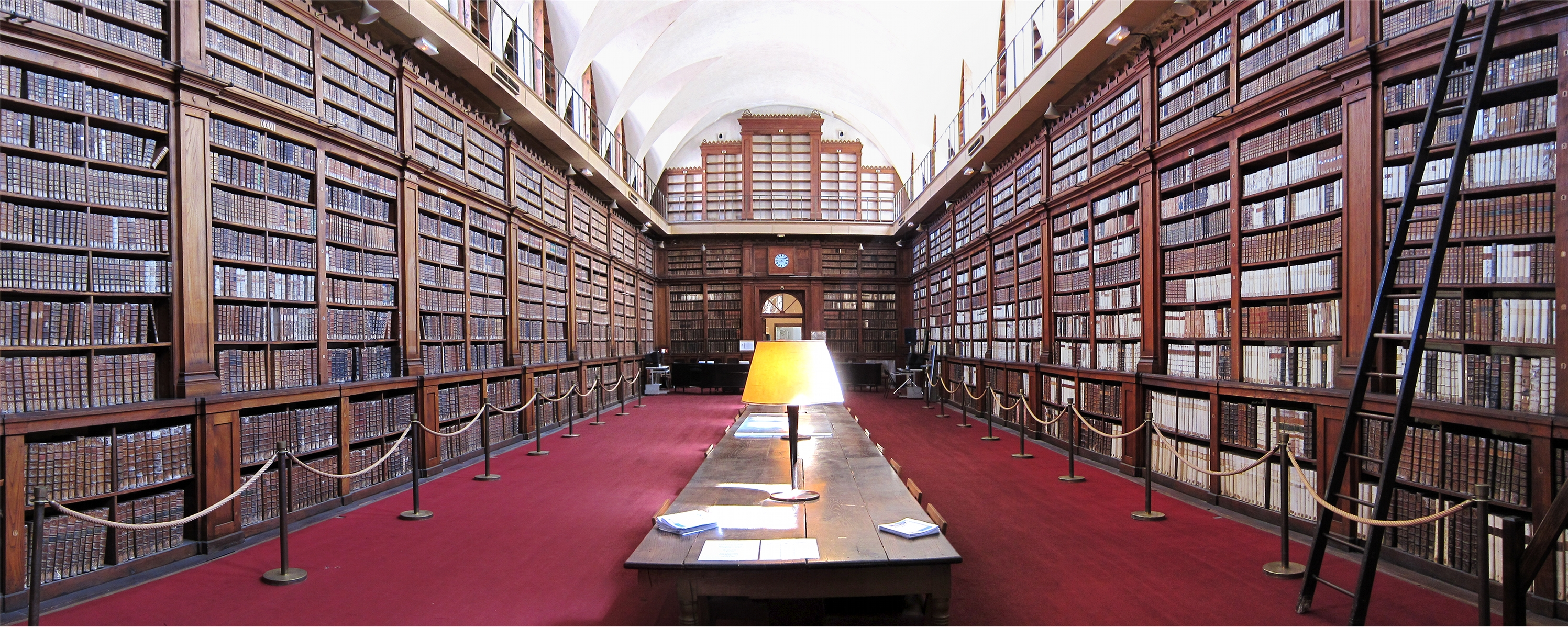
Bibliothèque municipale.

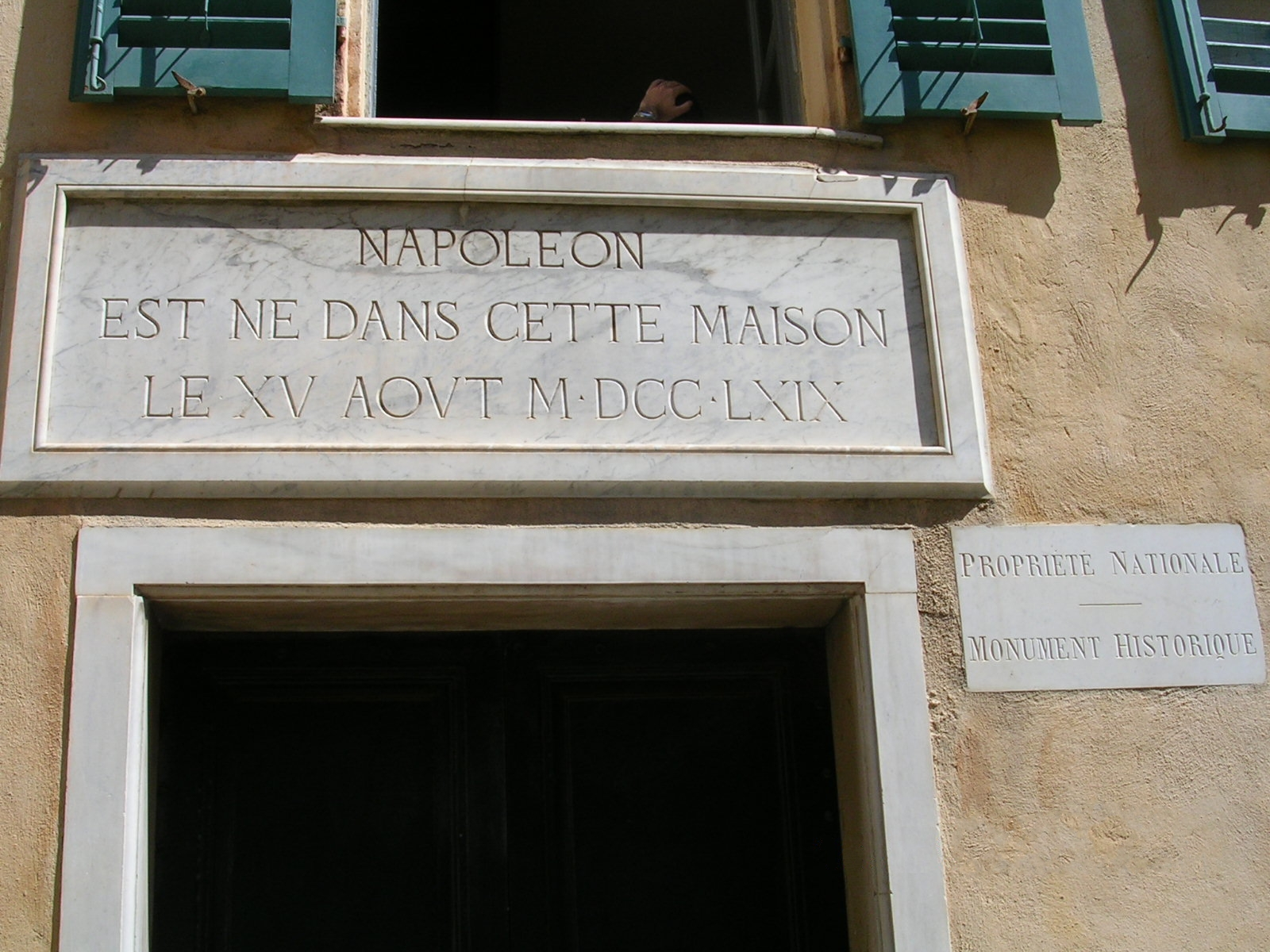
Maison de naissance de Napoléon Bonaparte.
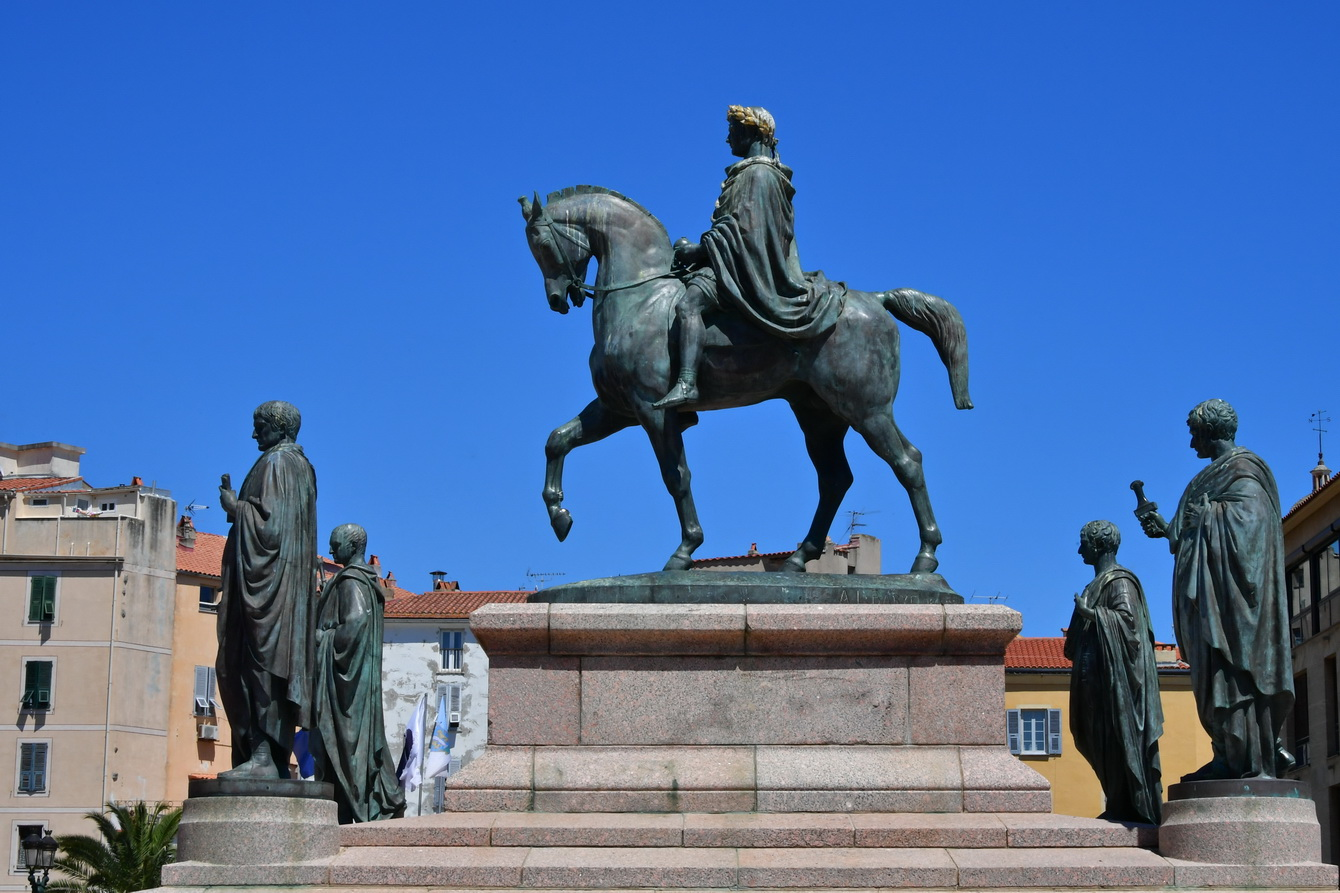
Napoléon sur son cheval- Place Charles-de-Gaulle.
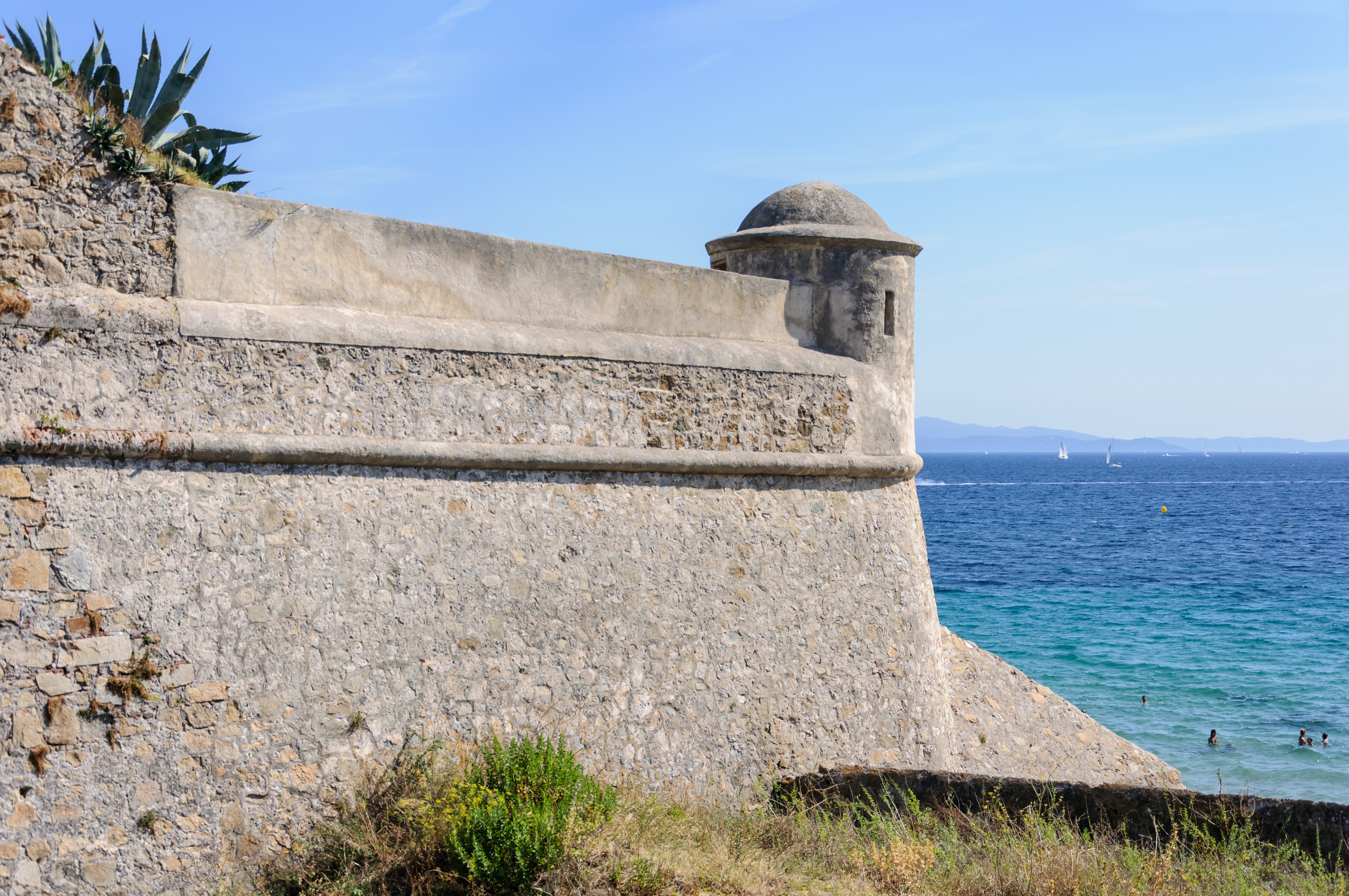
Vue d'un rempart de la citadelle.
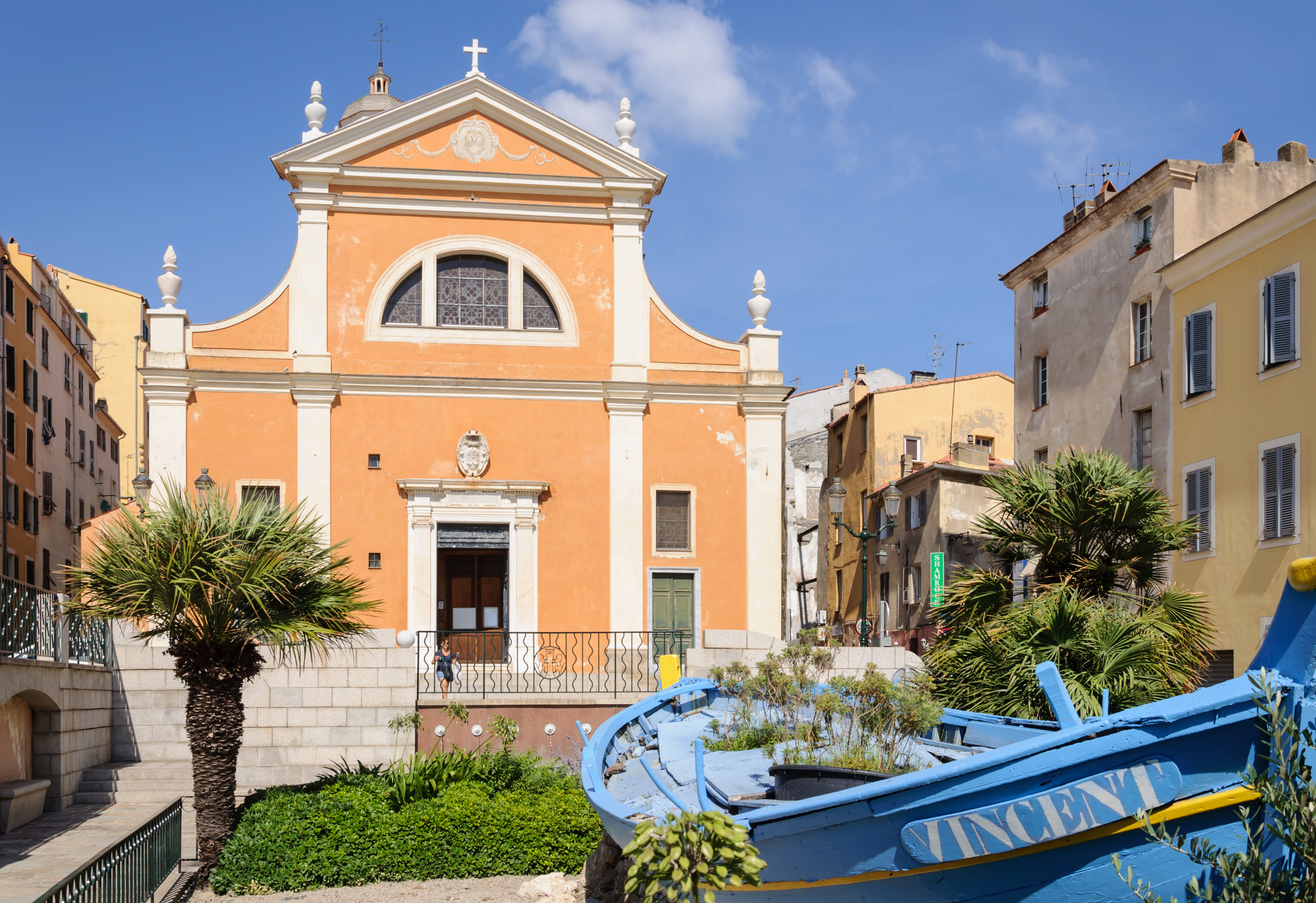
Cathédrale Notre-Dame-de-l'Assomption.
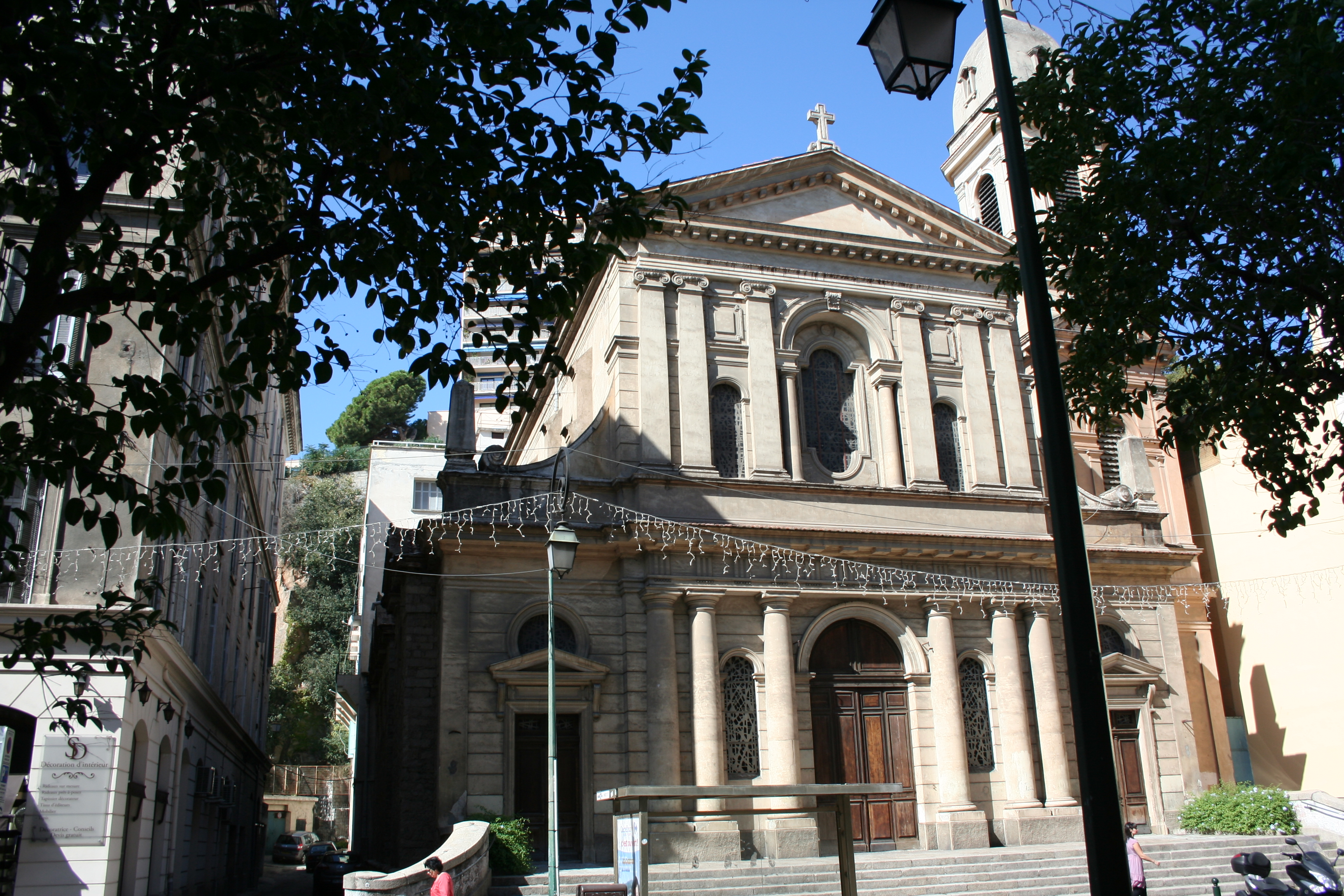
Église Saint-Roch, sur le cours Napoléon.
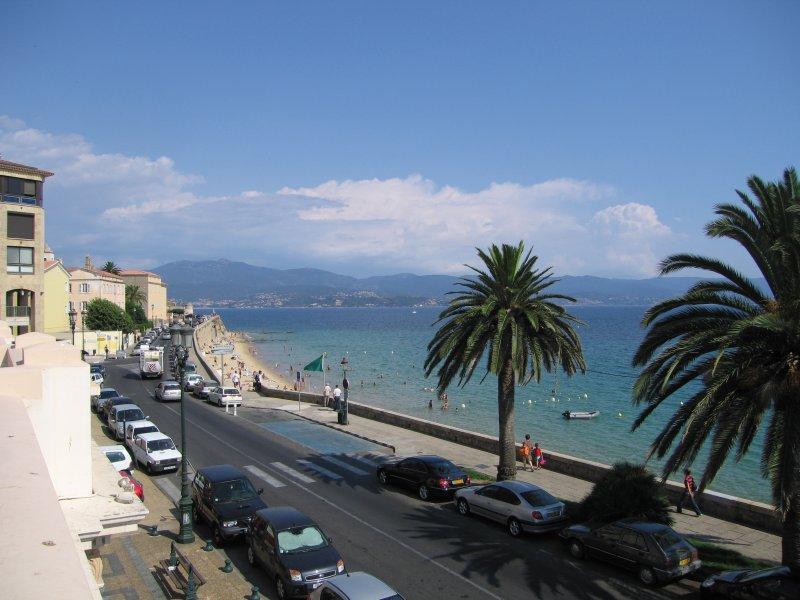
La plage Saint-François au sud-ouest de la ville.
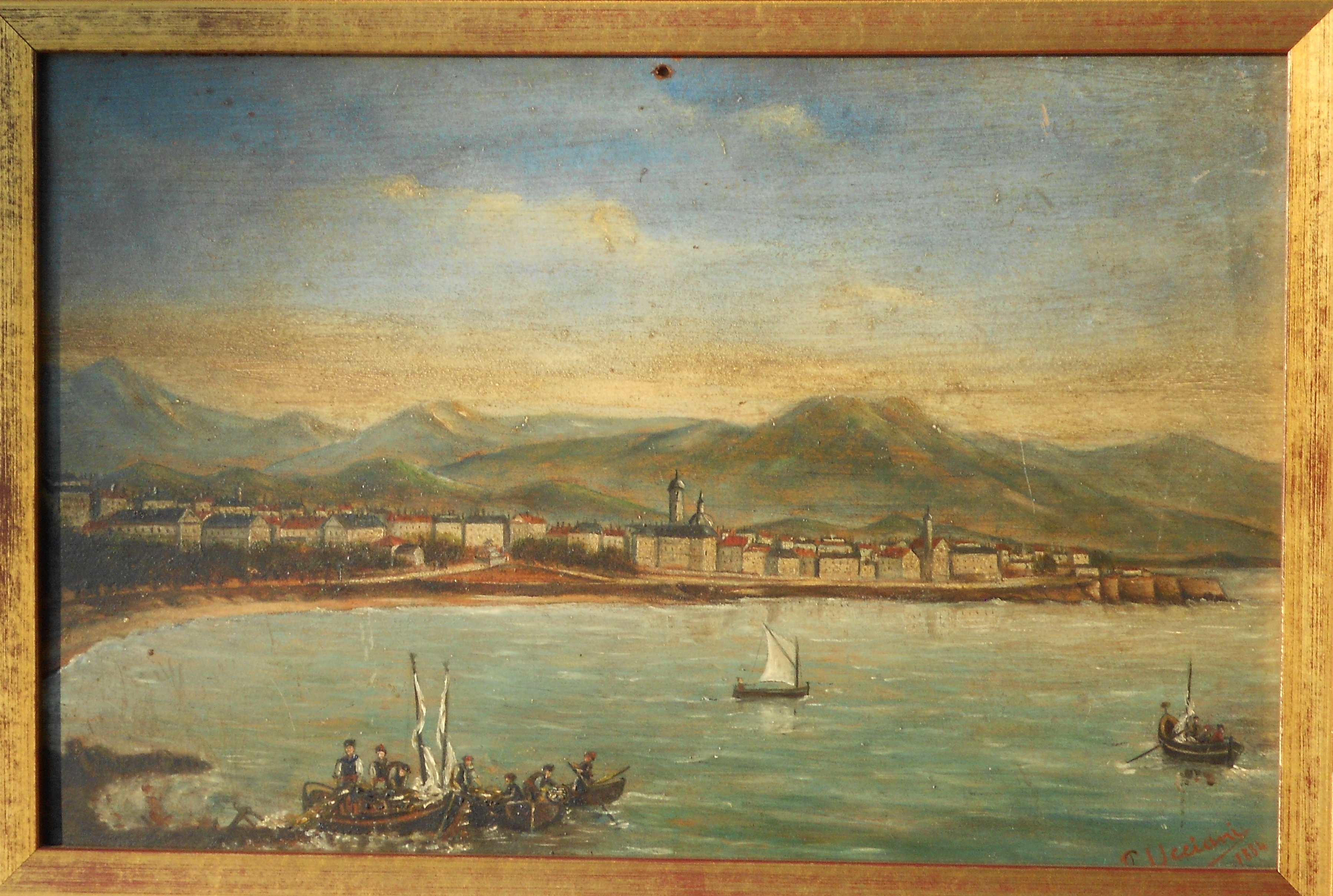
Golfe d'Ajaccio (tableau de Pierre Ucciani, 1884).

- Hôtel de ville[140].
- Le square Pierre-Griffi (devant la gare ferroviaire), héros de la Résistance corse, l'un des membres de la mission secrète Pearl Harbour, première opération lancée en Corse sous l’Occupation pour coordonner la Résistance.
- Ancien hôtel de luxe du XIXe siècle, le Cyrnos Palace (sur le cours Grandval)[141], célèbre palace de la belle époque dans le quartier des étrangers, aujourd'hui transformé en logements.
- L'ancien Grand Hôtel Continental est construit entre 1894 et 1896 sur les plans de l'architecte Barthélémy Maglioli. Hôtel de luxe situé cours Grandval[142], il comporte cent chambres avec salle de bain, des colonnades en trompe-l’œil, une salle à manger monumentale et un parc de 12 000 mètres carrés. L'écrivain Victorien Du Saussay le décrit comme « le palais moderne de la ville ». Le gotha européen s'y presse et on compte parmi les clients l'empereur d'Autriche François-Joseph et sa femme Sissi, le duc de Saxe Georges II ou encore l'écrivain Joseph Conrad[143]. Il accueille de nos jours le siège de la Collectivité de Corse.
- Phare des îles Sanguinaires aussi appelé phare du golfe d'Ajaccio[144].
- Ancien Lazaret d'Aspretto[145].

### Patrimoine naturel
- Archipel des Sanguinaires:
  - La route des Sanguinaires longe toute la côte sud-ouest de la ville, après la plage Saint-François. Elle est bordée de belles villas et de criques et plages. En bordure de la route se situe le cimetière d'Ajaccio, avec la tombe de Tino Rossi.
  - Au débouché de la route des Sanguinaires se situe la pointe de la Parata avec à proximité l'archipel des Sanguinaires et son phare.

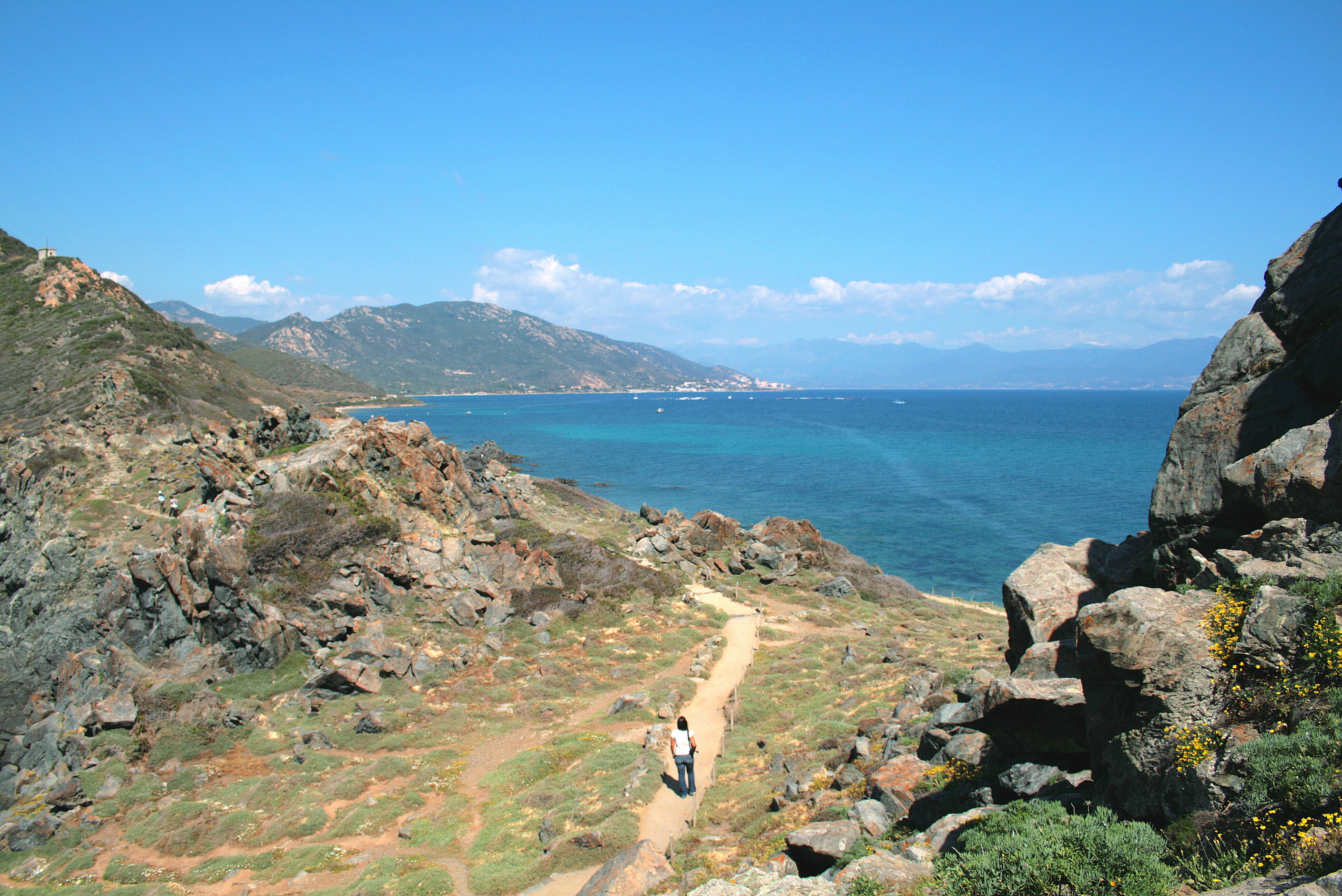
Le Golfe d'Ajaccio vue de La Parata.
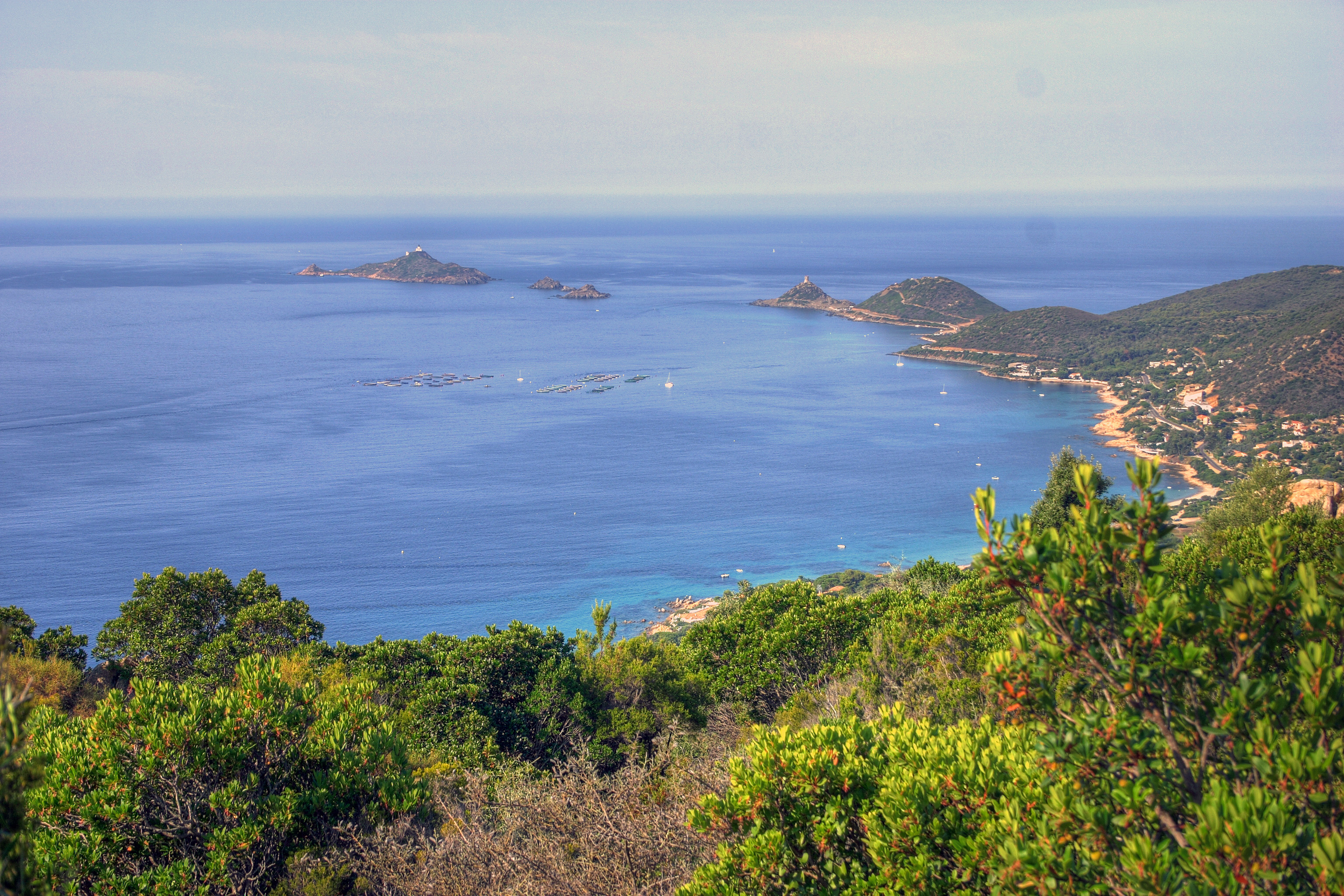
Les îles Sanguinaires et la Parata vues depuis le sentier des crêtes.
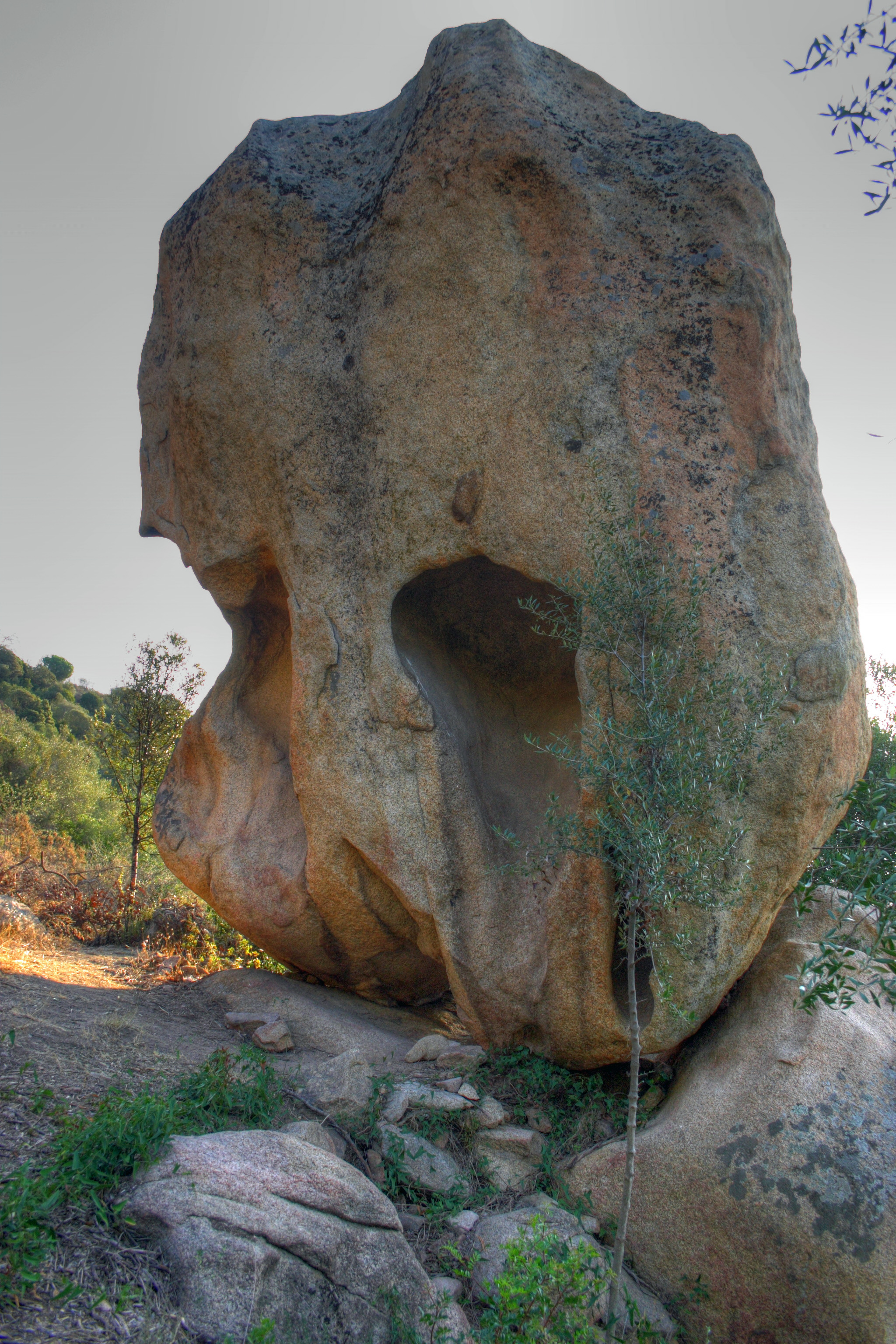
Rocher à la tête de mort.
- Archipel des Sanguinaires.

- Le sentier des Crêtes, qui part du centre-ville, permet une randonnée facile et offre de splendides panoramas sur le golfe d'Ajaccio. Les rives de ce dernier sont parsemées d'une multitude de plages et petites criques idéales pour la baignade et la plongée sous-marine.
- De nombreux petits sentiers à travers le maquis maillent le territoire de la commune.

### Dialecte ajaccien

#### Le génois
Le génois a été la langue des premiers Ajacciens de 1492, ce n'est que cent ans plus tard que des familles de toute la Gravona, Prunelli, Cinarca et Ornano se sont installés à Ajaccio et ont contribué au changement du parler local.

#### L'aghjaccinu
- Le parler des Ajacciens est nommé l'aghjaccinu.

### Culture populaire

#### Cinéma
Films tournés à Ajaccio :
- 1927 : Napoléon, film d'Abel Gance, un des derniers grands succès français du cinéma muet
- 1954 : Corsican Holiday, film de Douglas Rankin (court-métrage)
- 1955 : Napoléon, film franco-italien de Sacha Guitry
- 1951 : Casabianca (Pirate Submarine), film de Georges Péclet
- 1962 : Adieu Philippine, film de Jacques Rozier
- 1997 : Les Randonneurs, film français de Philippe Harel.
- 1998 : Les Sanguinaires, film de Laurent Cantet.
- 2001 : The Amazing Race, série américaine réalisée par Elise Doganieri et Bert Van Munster (saison 6, épisode 9).
- 2004 : L'Enquête corse, film d'Alain Berberian.
- 2004 : Trois Petites Filles, film français de Jean-Loup Hubert.
- 2008 : Les Plages d'Agnès, film d'Agnès Varda : scènes sur le port
- 2009 : Joueuse, film de Caroline Bottaro
- 2013 : Les Apaches, film de Thierry de Peretti
- 2014 : Les Francis, film de Fabrice Begotti

#### Musique
- Chant politique et populaire du XIXe siècle : L'Ajaccienne.
- 1967 : Ajacciu bellu de Tino Rossi[146].

### Personnalités liées à la commune
- Pompeo Giustiniani (1569-1616), général vénitien
- Don Gratio Rossi (1725-1800), général des armées de la République, né et décédé à Ajaccio.
- Antoine de Rossi (1726-1800), général des armées de la République, né à Ajaccio.
- Camille de Rossi (1727-1794), général des armées de la République, frère du précédent, né à Ajaccio, guillotiné sous la Terreur.
- Jean-Baptiste Bertolosi (1749-1828) : général né à Ajaccio
- Charles Bonaparte (1746-1785) : père de l'empereur Napoléon Ier
- Letizia Bonaparte née Ramolino (1750-1836) : mère de l'empereur Napoléon Ier
- Cardinal Joseph Fesch (1763-1839) : oncle de l'empereur Napoléon Ier, demi-frère de Laetizia Ramolino
- Félix Baciocchi (1762-1841) : général et beau-frère de l'empereur Napoléon Ier, né à Ajaccio ;
- Napoléon Bonaparte (1769-1821) : empereur des Français, né à Ajaccio ;
- Antoine François Marie Peraldi (1769-1845), homme politique né à Ajaccio, député de la Corse en 1816, puis de 1824 à 1827.
- Louise Antonini (1771-1861), femme corsaire ;
- Joseph Marie Levie (1773-1812), général des armées de la République et de l'Empire, tombé au champ d'honneur lors de la campagne de Russie.
- Philippe Antoine d'Ornano (1784-1863) : général des armées de la République et de l'Empire; maréchal de France, né à Ajaccio ;
- Antoine Pugliesi-Conti (1827-1908) : préfet né et mort à Ajaccio ;
- Ange Muracciole (1835-1904) : homme politique mort à Ajaccio ;
- Simon Ucciani (1838-...) : avocat, conseiller municipal d'Ajaccio, conseiller général (1877), magistrat (nommé conseiller honoraire à la cour d'appel de Paris), né à Ajaccio ;
- Joseph Balesi (1850-1911) : homme politique mort à Ajaccio ;
- Pierre Ucciani (1851-1939) : peintre né à Ajaccio ;
- Michel Zévaco (1860-1918) : écrivain et journaliste né à Ajaccio ;
- Philippe Leca (1862-18..) : avocat, conseiller municipal d'Ajaccio, conseiller général (1890-1895), magistrat
- Dominique Pugliesi-Conti (1863-1926) : homme politique mort à Ajaccio ;
- Séverin Cafferra dit Séverin (1867-1929) mime né à Ajaccio ;
- François Coty (1874-1934) : industriel et homme politique né à Ajaccio ;
- Don Sauveur Paganelli (1888-1979) : haut fonctionnaire et résistant mort à Ajaccio ;
- Diane de Cuttoli (1893-1980), poétesse et romancière morte à Ajaccio ;
- Danielle Casanova (1909-1943) : résistante française et l’une des principales responsables des jeunesses communistes de France, née à Ajaccio ;
- Tino Rossi (1907-1983) : chanteur et acteur né à Ajaccio ;
- Pierre Ambrogiani (1907-1985) : peintre né à Ajaccio ;
- Joseph Lambroschini (1907-1985) : résistant, diplomate et ambassadeur de France Corse décédé le 30 mai 1993 à Ajaccio ;
- Achille Peretti (1911-1983), homme politique français, Compagnon de la Libération
- Fred Scamaroni (1914-1943) : haut fonctionnaire et résistant, né et mort à Ajaccio, Compagnon de la Libération ;
- Félix Ciccolini (1916-2010) : homme politique mort à Ajaccio ;
- Roger Grosjean (1920-1975) : archéologue mort à Ajaccio ;
- Jean Lanfranchi (1923-2012) : footballeur mort à Ajaccio ;
- Léonard de Raemy (1924-2000) : photographe suisse mort à Ajaccio ;
- Paul Silvani (1928-2013) : journaliste et historien mort à Ajaccio ;
- Michel Giacometti (en) (1929-1990) : ethnomusicologue né à Ajaccio ;
- Antoine Battesti (1930-2016) : colonel de l'armée de terre et colonel de sapeurs-pompiers, né à Ajaccio ;
- Claude Érignac (1937-1998) : préfet assassiné à Ajaccio ;
- Daniel Beretta (1946-2024), acteur français de doublage, mort à Ajaccio ;
- Albert Vanucci (1947-) : international français de football ;
- Antoine Sollacaro (1949-2012) : avocat assassiné à Ajaccio ;
- Yvan Colonna (1960-2022), indépendantiste corse, assassin du préfet Érignac ;
- Jérôme Ferrari (1968-) : écrivain et prix Goncourt 2012 ;
- Patrick Fiori (1969-) : chanteur, a passé une partie de son enfance à Ajaccio ;
- Isabelle Ciaravola (1972-): danseuse étoile née à Ajaccio ;
- Frédéric Noto (1973-2001) : boxeur assassiné à Ajaccio ;
- Jenifer (1981-) : chanteuse, vit à Ajaccio ;
- Alizée (1984-) : chanteuse née à Ajaccio ;
- Florent Martin (1987-) : sommelier, a passé une partie de son enfance et de son adolescence à Ajaccio ;
- Rémy Cabella (1990-) : international français de football né à Ajaccio ;
- Wahbi Khazri (1991-) : international tunisien de football né à Ajaccio.

### Héraldique
| Blason de Ajaccio | Blason  | D'azur à une colonne sommée d'une couronne d'argent accostée et supportée par deux lions affrontés d'or, le tout posé sur une terrasse de sinople.                                                                       |
| Blason de Ajaccio | Détails | En 1575, le Sénat de Gênes avait concédé à la cité d'Ajaccio des armoiries d'azur à la colonne d'argent surmontée des armes de Gênes, accostée de deux lévriers blancs. Le statut officiel du blason reste à déterminer. |

#### Bases de données et dictionnaires
- Ressources relatives à la géographie :   - Digital Atlas of the Roman Empire
  - Insee (communes)
  - Ldh/EHESS/Cassini
- Ressource relative à plusieurs domaines :   - Annuaire du service public français
- Ressource relative à la musique :   - MusicBrainz
- Notices dans des dictionnaires ou encyclopédies généralistes :   - Britannica
  - Brockhaus
  - Den Store Danske Encyklopædi
  - Gran Enciclopèdia Catalana
  - Hrvatska Enciklopedija
  - Internetowa encyklopedia PWN
  - Nationalencyklopedin
  - Proleksis enciklopedija
  - Store norske leksikon
  - Universalis
  - Visuotinė lietuvių enciklopedija
- Notices d'autorité :   - VIAF
  - ISNI
  - BnF (données)
  - IdRef
  - LCCN
  - GND
  - Espagne
  - Israël
  - Tchéquie